# Nordheim am Main
Nordheim am Main (amtlich: Nordheim a.Main) ist eine Gemeinde im unterfränkischen Landkreis Kitzingen. Der gleichnamige Ort ist die einzige Siedlung. Nordheims Geschichte ist eng mit dem Kloster Münsterschwarzach verbunden, das lange Zeit die Grundherrschaft über den Ort innehatte. Unter den Äbten des Klosters stieg das Dorf zum wichtigsten (und zeitweise einwohnerreichsten) Klosterbesitz auf.
Nordheim ist mit 319 ha Rebfläche (2017) die zweitgrößte Weinbaugemeinde des Weinanbaugebiets Franken und war vor der Gemeindegebietsreform in den 1970er Jahren lange Zeit die größte. Der Wein prägt den Jahresablauf im Ort. Neben den vielen Weingütern, die in den Sommermonaten Wein- und Winzerfeste veranstalten, ist auch die Umgebung des Dorfes von Weinbergen dominiert, unter anderem von der Lage Nordheimer Vögelein.
Die jahrhundertealte Kulturlandschaft mit dem rebenbestockten Kreuzberg im Mittelpunkt zieht ebenso Touristen an wie die Baulichkeiten des frühneuzeitlichen Ortskerns. Neben der Laurentiuskirche sticht besonders der Zehnthof des Klosters in den Formen der Renaissance hervor. Eine verkehrshistorische Besonderheit ist die Mainfähre, die zwischen Nordheim und dem gegenüberliegenden Escherndorf an der Volkacher Mainschleife verkehrt.

## Geografie

### Geografische Lage

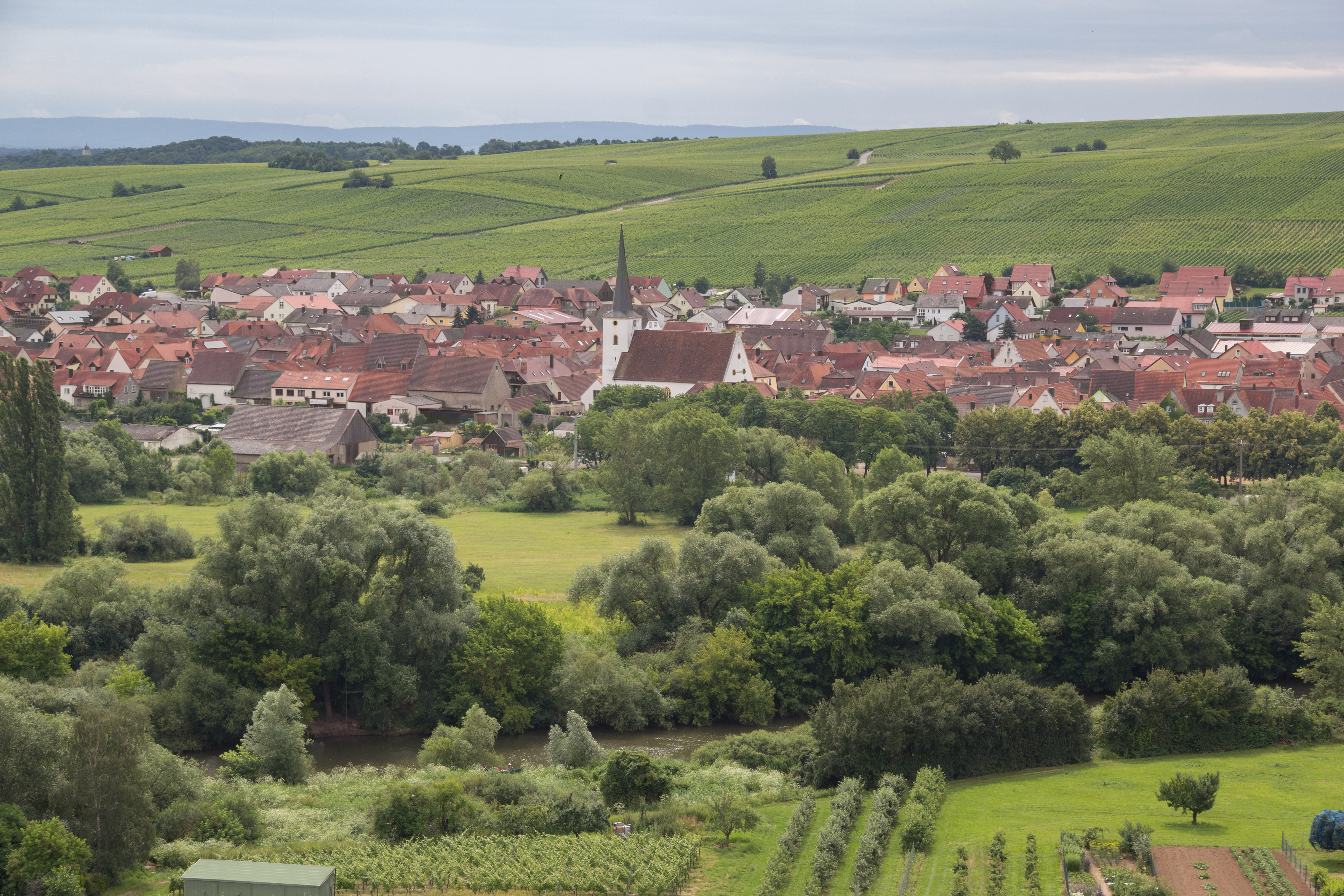
Nordheim am Main von Norden

Die Gemeinde liegt im Nordwesten des Landkreises Kitzingen im bayerischen Regierungsbezirk Unterfranken und ist fast ausschließlich von den Ortsteilen der Stadt Volkach und der Gemeinde Sommerach umgeben. In einem kleinen Streifen von etwa 250 m im Südsüdwesten der Gemarkung grenzt der Dettelbacher Ortsteil Neuses am Berg im Main an Nordheim. Der Ort liegt auf der sogenannten Weininsel im Süden der Volkacher Mainschleife.
Die Gemarkung wird auf drei Seiten vom Main begrenzt. Im Norden, getrennt durch den Main, liegt der Volkacher Ortsteil Vogelsburg, nordöstlich beginnt die Gemarkung von Astheim. Auf der gleichen Mainseite steht die Hallburg und liegt der gleichnamige Ortsteil von Volkach im Südosten. Der Süden wird von Sommerach eingenommen, mit dem sich Nordheim einen Großteil der Weinberge am sogenannten Kreuzberg teilt. Südwestlich erhebt sich auf der anderen Mainseite der Volkacher Ortsteil Köhler. Über seine Fähre ist Nordheim mit Escherndorf im Nordnordwesten verbunden.
Die nächstgrößere Stadt ist das etwa 3 Kilometer entfernte Volkach nordöstlich von Nordheim. Die Kreisstadt Kitzingen liegt in fast 14 Kilometer Entfernung. Die nächste Großstadt ist das ungefähr 19 Kilometer entfernte Würzburg.
Mit einer Fläche von 530 ha ist Nordheim am Main die viertkleinste Gemeinde im Landkreis Kitzingen und hat mit ihren etwa 1026 Einwohnern eine Bevölkerungsdichte von 193 pro Quadratkilometer. Durch die kompakte Siedlungsfläche liegt sie etwas über dem bayerischen Durchschnitt von 176. Nach der Einwohnerzahl ist Nordheim am Main hingegen die fünftkleinste Kommune des Landkreises.

### Geologie, Hydrologie, Böden
Naturräumlich liegt Nordheim im Gebiet der Volkacher Mainschleife, die als Untereinheit zum Mittleren Maintal der Mainfränkischen Platten gezählt wird. Der Osten der Gemarkung wird dagegen zum Dimbacher Flugsandgebiet innerhalb der Kitzinger Mainebene im Steigerwaldvorland gezählt.
Die Region ist geprägt von steilen Prallhängen und flachen Gleithängen, die besonders gut für den Weinbau genutzt werden können. Diese Nutzung durch den Menschen hat die Landschaft stark verändert. Dennoch ist die erdgeschichtliche Vergangenheit weiterhin gut sichtbar. Die Eintiefung des Mains in sein heutiges Bett erfolgte vor allem im Pleistozän, die Flussmäander vertieften sich und ließen die beiden Hangtypen entstehen. Durch Erosion setzt sich dieser Vorgang fort. Dadurch schneiden die Flussläufe immer tiefer in den Berg der Vogelsburg ein und lassen so, in Zukunft, einen Durchbruchsberg entstehen.
Hydrologisch profitiert Nordheim vor allem durch die tonigen und lehmigen Bodenbeimischungen. Ihre hohe Wasseraufnahmefähigkeit ermöglicht den Pflanzen die Feuchtigkeitsaufnahme, da gleichzeitig ein sehr tiefer Grundwasserstand vorhanden ist. Durch diese Beimischungen kann die Winterfeuchtigkeit bis in den Sommer gehalten werden und ermöglicht der Flora auch in trockenen Jahren das Überleben. Die Bodenbeschaffenheit um die Gemeinde ist vielfältig. Oberer Muschelkalk, Lettenkeuper, Lösslehm, Sand, schwere Tonböden und anmoorige Böden existieren.

### Klima
Die Gemeinde liegt in der Maingauklimazone, die zu den trockensten und wärmsten Zonen Deutschlands zählt. Dies ist auch ein Grund für den Weinanbau in der Region. Klimaerhebungen für Nordheim werden in der Wetterwarte in Würzburg durchgeführt.
Die Klimaklassifikation von Köppen rechnet die Gemeinde zur Cfb-Kategorie. (Klimazone C: warm-gemäßigtes Klima, Klimatyp: f: feucht-gemäßigtes Klima, Untertyp b: warme Sommer). Zwischen dem trockensten Monat Februar und dem niederschlagsreichsten Monat Juni liegt eine Differenz von 35 mm. Um im Durchschnitt 18,9 °C ist der Juli (wärmster Monat im Jahr) wärmer als der Januar (kältester Monat im Jahr).
|                        | Jan  | Feb  | Mär | Apr  | Mai  | Jun  | Jul  | Aug  | Sep  | Okt  | Nov | Dez  |   |      |
| Mittl. Temperatur (°C) | −0,5 | 1    | 4,8 | 9,2  | 13,5 | 16,7 | 18,4 | 18,1 | 14,7 | 9,6  | 4,4 | 1    | ⌀ | 9,3  |
| Mittl. Tagesmax. (°C)  | 2,1  | 4,3  | 9,4 | 14,5 | 19,3 | 22,4 | 24,1 | 23,8 | 20,2 | 14,1 | 7,2 | 3,3  | ⌀ | 13,8 |
| Mittl. Tagesmin. (°C)  | −3,1 | −2,3 | 0,3 | 3,9  | 7,8  | 11,1 | 12,8 | 12,4 | 9,3  | 5,2  | 1,6 | −1,3 | ⌀ | 4,8  |
|                        |      |      |     |      |      |      |      |      |      |      |     |      |   |      |
| Niederschlag (mm)      | 40   | 36   | 40  | 45   | 55   | 71   | 59   | 61   | 44   | 44   | 47  | 51   | Σ | 593  |

| −3,1 |

| −2,3 |

| 0,3 |

| 3,9 |

| 7,8 |

| 11,1 |

| 12,8 |

| 12,4 |

| 9,3 |

| 5,2 |

| 1,6 |

| −1,3 |

| −3,1 |

| −2,3 |

| 0,3 |

| 3,9 |

| 7,8 |

| 11,1 |

| 12,8 |

| 12,4 |

| 9,3 |

| 5,2 |

| 1,6 |

| −1,3 |

### Flächennutzung
| Nutzung           | Hektar |
| ----------------- | ------ |
| Siedlungsfläche   | 52     |
| Verkehrsfläche    | 34     |
| Vegetationsfläche | 411    |
| Wasserfläche      | 33     |
| Gesamtfläche      | 530    |

Die Gemeinde Nordheim am Main nimmt eine Fläche von insgesamt 530 Hektar ein und ist damit die flächenmäßig kleinste Gemeinde der Verwaltungsgemeinschaft. Größten Anteil an der Fläche hat die Vegetationsfläche mit 411 ha. Davon entfallen 368 ha (77,5 %) auf landwirtschaftlich genutzte Fläche, wobei die Weinbauflächen den größten Anteil ausmachen. Geringe Waldflächen im Osten der Gemarkung nehmen eine Fläche von 5 ha ein.
Zweitgrößte Teilfläche bildet die Siedlungsfläche mit 52 ha und damit 9,8 % der Gesamtfläche, davon sind lediglich 9 ha Wohnbaufläche, auf Industrie- bzw. Gewerbeflächen entfallen 3 ha. Sie liegen dezentral über das Gemeindegebiet verteilt, da Nordheim kein klassisches Industriegebiet besitzt. Straßen, Wege und Plätze nehmen eine Fläche von 34 ha und damit einen Anteil von 6,4 % der Gesamtfläche ein.
Mit dem Main und einigen kleineren Gewässern liegen 33 ha Gewässerflächen um den Ort. Seit 2003 nimmt die landwirtschaftlich genutzte Fläche ab, in diesem Jahr wurden noch 488 ha landwirtschaftlich bebaut. 2010 waren 18 ha davon Ackerland und damit nicht für den Weinbau genutzt.

### Schutzgebiete
Um Nordheim befinden sich Schutzgebiete fast aller Schutzkategorien. Die gesamte Gemarkung ist Teil des Landschaftsschutzgebietes Volkacher Mainschleife, der größten Flussmäanderlandschaft in Bayern. Entlang des Mainverlaufs befindet sich ein Teil des Vogelschutzgebietes Maintal zwischen Schweinfurt und Dettelbach. Der Main bildet im Norden, Osten und Westen des Dorfes die sogenannte Mainaue zwischen Grafenrheinfeld und Kitzingen als Fauna-Flora-Habitat.
Besonderen Schutz genießen die beiden Naturschutzgebiete, die um Nordheim ausgewiesen wurden: entlang der Kreisstraße im Osten und auf der Mainseite in Richtung Escherndorf das Schutzgebiet Alter Main bei Volkach mit dem Zweck der Erhaltung des ursprünglichen Zustandes des Mains als Fließgewässer und im Westen die Mainaue zwischen Sommerach und Köhler um die  Auelandschaft entlang des Maines zu schützen.

### Ortsgliederung

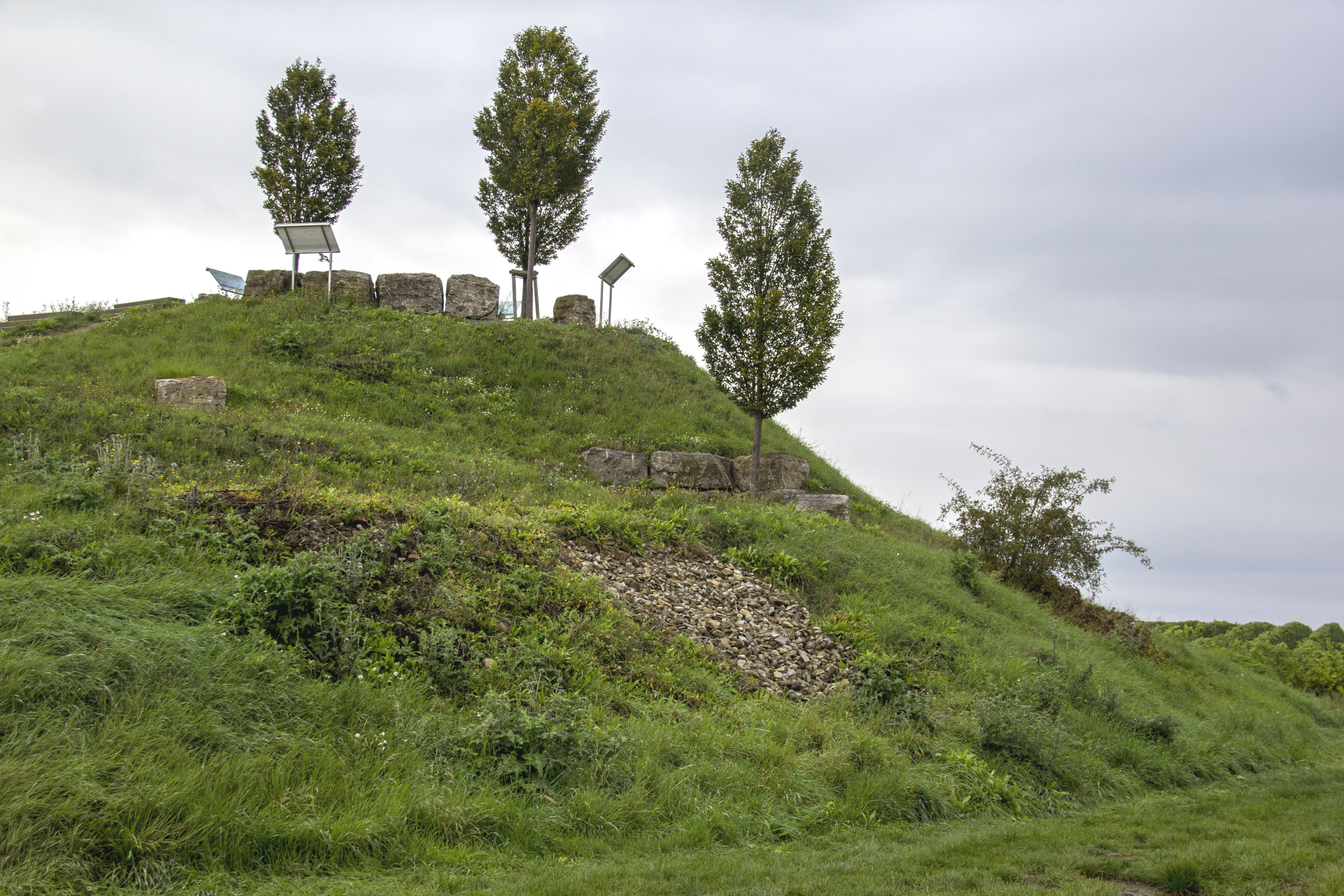
Der Gipfel des Kreuzberges nahe Nordheim

Im Norden der Gemarkung liegt das Straßendorf Nordheim am Main parallel zum Main, am Fuße des Kreuzberges, eines flach auslaufenden Gleithanges in Richtung Fluss. Anders als für die umgebenden Dörfer Escherndorf und insbesondere Köhler spielt der Main für das Dorf keine so große Rolle, Nordheim bildet mit Escherndorf, vor allem durch die markanten Spitzhelme ihrer Kirchen, eine städtebauliche Einheit.
Der kompakte Kernort öffnet sich am Ortsrand zur Umgebung. Dies unterscheidet Nordheim von vielen anderen, größeren Dörfern an der Mainschleife, wie Sommerach und Fahr mit historischen Ummauerungen. Die zentrale Hauptstraße parallel zum Main mit der katholischen Pfarrkirche ist eine Sackgasse, als Durchfahrtsstraße dient die sogenannte Langgasse am historischen Ortsrand.
Bis in die 1980er Jahre waren wenige Wohnflächen in die Feldmark ausgelagert, die neueren bebauten Areale gruppieren sich eng um den Ortskern. Am nördlichen Ortsrand entstand der Weinfestpark mit Skateplatz, daneben liegen die Sportanlagen des Dorfes. Dort befindet sich in Richtung Südosten der ehemalige Standortübungsplatzes der Mainfranken-Kaserne mit einem Baggersee mit Mainzufluss für Pionierübungen, die Anlagen sind heute (2018) ohne Nutzung.
Am östlichen Ortsausgang liegt der neue Friedhof, um die Pfarrkirche im Ort gibt es noch einige Grabstellen. Um den Ortskern dominieren die großen Höfe der Weingüter. Den Süden überragen die mit Weinreben bewachsenen Hänge des 287 m hohen Kreuzberges mit einer Aussichtsplattform. Entlang der Zufahrtsstraße im äußersten Osten gibt es kleine Waldflächen und im Westen in Richtung Köhler mehrere Obstbaumfelder, am südöstlichen Ortsrand liegt die Kläranlage. An sie schließt sich in Richtung Main die sogenannte Grube Nordheim an. Es handelt sich um eine renaturierte und befüllte Kiesgrube, die heute wie ein Altarm des Maines weit in Richtung des Dorfes ragt.

## Geschichte

### Vor- und Frühgeschichte (bis 918)
Um die Siedlung Nordheim wurden wenige archäologische Funde aus vor- und frühgeschichtlicher Zeit gemacht. In der Umgebung war die Vogelsburg ein früher Mittelpunkt menschlicher Besiedlung. Der Berg im Zentrum der Mainschleife war bereits im Paläolithikum dauerhaft bewohnt. In der Bronzezeit, um 1500 v. Chr., errichteten die Bewohner dort Befestigungsanlagen, die in späteren Jahrhunderten weiter verstärkt wurden.
Östlich von Nordheim am Main entstand um 800 v. Chr. eine Siedlung von Menschen der Hallstattkultur, die bereits Eisen für die Herstellung von Werkzeugen und Waffen nutzten. Später wurde die Stelle von Latène-Menschen besiedelt. Beide Kulturen hinterließen archäologische Artefakte, die ausgegraben wurden. So kann darauf geschlossen werden, dass dieser Teil des Ortes während der Eisenzeit zumindest zeitweise dauerhaft besiedelt war.
Die Vogelsburg blieb dagegen durchgehend bewohnt. In Escherndorf, gegenüber von Nordheim, konnten keltische Gräber ausgegraben werden. Die Kelten saßen zu diesem Zeitpunkt auf der Vogelsburg und begruben ihre Toten im Tal. Sie wurden im Verlauf der Jahrhunderte von den Thüringern verdrängt. Im 5. nachchristlichen Jahrhundert folgten den thüringischen Stämmen die Franken, die an die Mainschleife vorstießen und dort erstmals staatsähnliche Verwaltungsstrukturen einrichteten. Auch führten sie das Christentum ein.
Im Zuge des fränkischen Landesausbaus wurde der Ort Nordheim wohl im 6. bzw. 7. Jahrhundert gegründet. Gleichzeitig bildete sich in der Gegend einer der fränkischen Urgaue, das Volkfeld. In Nordheim war einer der wenigen Mainübergänge. Escherndorf lag damals wohl in der Gemarkung von Nordheim und sorgte im Norden für die Sicherung der Mainfurt. Im 7. oder 8. Jahrhundert gelangte auch der Wein nach Nordheim und es entstand die heutige Kulturlandschaft.

### Wechselnde Herrschaften (bis 1326)

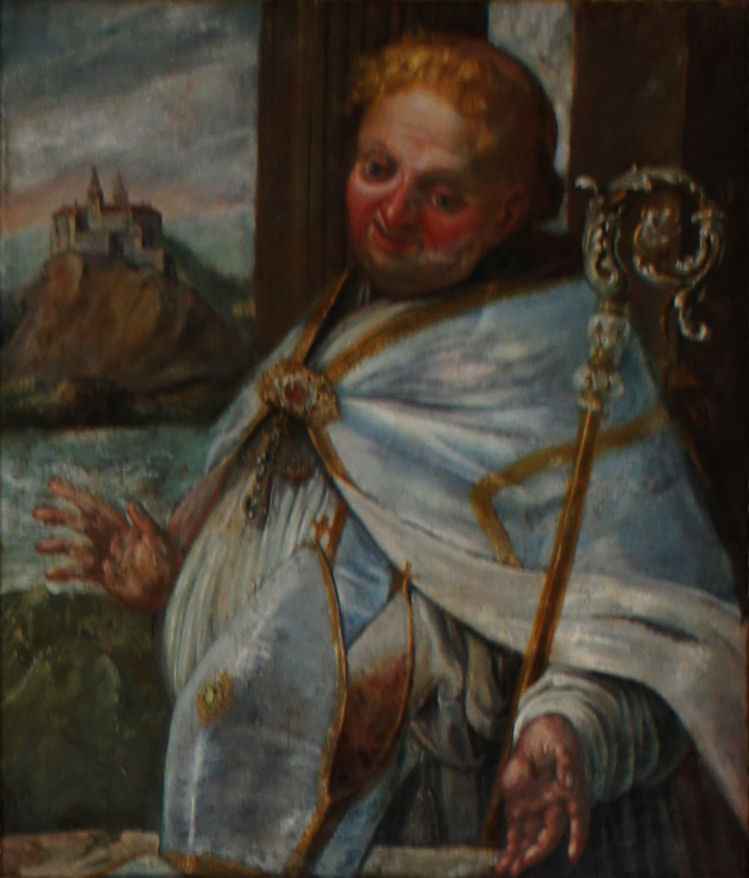
Erstmals erwähnt wurde Nordheim in einer Urkunde des Abtes Dracholf

Erstmals urkundlich genannt wurde Nordheim am Main als „Northeim“ in einem Diplom von König Konrad I. Am 21. April 918 bestätigte er die Schenkung mehrerer Weinberge in Düllstadt, Stadelschwarzach und Wiesentheid an das Kloster Münsterschwarzach. Zwei Weinberge waren in Nordheim an die Abtei gekommen. Die eigentliche Schenkung hatte der Schwarzacher Kommendatarabt Dracholf vorgenommen. Die ältere Literatur geht allerdings davon aus, dass sie bereits 816 oder 892 zu Münsterschwarzach gekommen waren.
Damals waren auch die Würzburger Bischöfe eng mit dem Dorf verbunden. So wurde die Schenkung des Dracholf auch mit Bischof Rudolf I. in Verbindung gebracht. Im Jahr 1074 tauchte Nordheim erneut in den Quellen auf. Bischof Adalbero von Würzburg weihte eine Michaelskapelle im Dorf und übergab zwei weitere Weinberge dem Kloster. Diese Weihe ist der erste Hinweis auf eine christliche Gemeinde, die vielleicht zu diesem frühen Zeitpunkt eine Filiale der Urpfarrkirche in Gerlachshausen war.
Die Vogtei über Nordheim hatten im 12. und 13. Jahrhundert die Grafen zu Castell, die im Schatten der großen Fürstbischöfe zu einiger Macht an der Mainschleife gelangten. Nach einer verlorenen Fehde musste Graf Rupert I. 1230 einen Vertrag unterschreiben, der seine Macht zugunsten der Bischöfe eingrenzte. Fürstbischof Otto I. von Lobdeburg erwarb die Vogtei über Nordheim und gab sie den Grafen als Lehen zurück.
Der Sohn des Rupert zu Castell, ebenfalls mit dem Namen Rupert, schenkte die Vogtei dem Kloster Münsterschwarzach, das eng mit seinem Geschlecht in Verbindung stand. Abt Sifrid bemühte sich im Jahr 1290 die Herrschaft seiner Abtei über Nordheim zu festigen. Er erwarb von Graf Friedrich II. zu Castell-Unterschloss die Vogteien über die Dörfer Stadelschwarzach, Reupelsdorf und Nordheim.
Erneut aufgewertet wurden die Münsterschwarzacher Mönche durch einen Vertrag vom 23. Juni 1306. Bischof Andreas von Würzburg übereignete dem Kloster die „advocatia (…) cum Omnibus appendiciis“ (Aufsicht mit allen Zusätzen) unter anderem über die Dörfer Dimbach, Reupelsdorf, Sommerach und Nordheim. Mit der Bestätigung dieser Privilegien durch Bischof Wolfram am 27. Oktober 1326 hatte das Kloster seinen Einflussbereich endgültig festgelegt. Fortan herrschte es fast 500 Jahre über Nordheim.

### Kloster Münsterschwarzach (bis 1618)

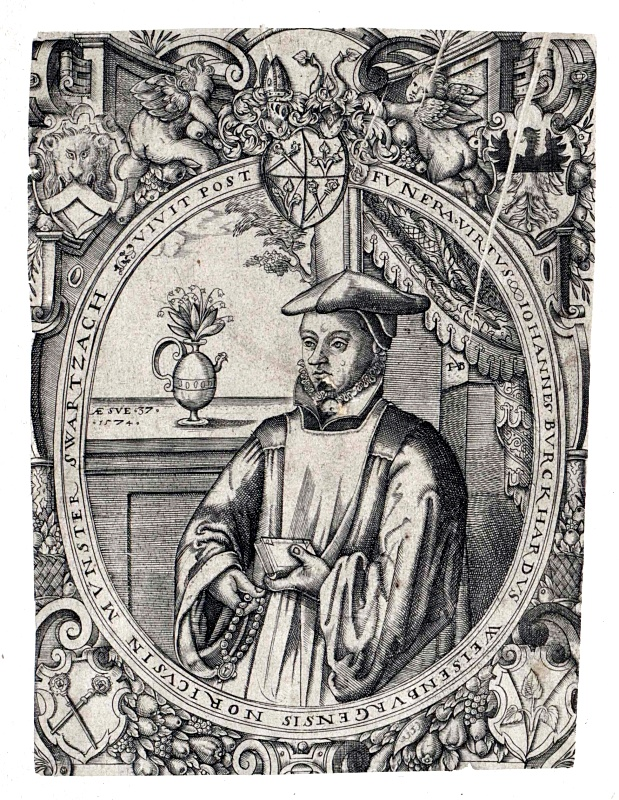
Abt Johannes IV. Burckhardt, Errichter der Pfarrei

Die nachfolgenden Jahrhunderte waren in Nordheim von der Festigung des klösterlichen Einflusses geprägt. Zugleich förderten die Mönche den Weinanbau, der an den Hängen um Nordheim bereits eine jahrhundertealte Tradition hatte. Nordheim stieg bald zum wichtigsten Klosterdorf auf, weil dort der Wein für die Messen und den Export angebaut wurde. Die Bevölkerung wurde höher besteuert als die in reinen Ackerbauorten.
Die Besitzarrondierung der Abtei im Ort wurde unter Abt Michael am Ende des 15. Jahrhunderts vorangetrieben. Er kaufte 1499 von Konrad Zerrn aus Nordheim einige Afterlehen für sein Kloster. Ein Jahr später, 1500, bekräftigte der Klostervorsteher in einer Urkunde nochmals die Herrschaft des Klosters. Der Abt war alleiniger Vogt und Grundherr und als oberster Gerichtsherr auch für die sogenannten Hochgerichte in Nordheim zuständig.
Neuen Besitz erhielt Münsterschwarzach in den Jahren 1515 und 1520, als Abt Georg Wolfsbach weitere Güter im Ort von anderen Lehensmännern des Hochstifts kaufte. Besitz hatten noch bis ins 16. Jahrhundert die Fuchs, die Zollner von der Hallburg, die Seinsheim, die Wenkheim und die Echter von Mespelbrunn in Nordheim. Um 1502 waren einige Güter von Sigmund von Seinsheim an die Markgrafen von Brandenburg-Ansbach gelangt. Der gebürtige Nordheimer Abt Johannes III. konnte 1535 von der Familie Fuchs von Dornheim den sogenannten Steinhof kaufen.
Als im Dorf nach Ankäufen im Jahr 1549 immer mehr Untertanen des Abtes von Münsterschwarzach lebten, erteilte Abt Nikolaus III. die Erlaubnis, eine Gemeindemühle zu errichten. Die Nordheimer Mühle hatte jedoch nicht lange Bestand. Eine rege Bautätigkeit entwickelte Abt Johannes IV. Burckhardt. Er erließ zunächst im Jahr 1575 eine neue Fährordnung und begann 1583 die sogenannten Söldenhäuslein zu errichten, aus denen später der Zehnthof hervorging. 1598 erhob er Nordheim zu einer eigenständigen Pfarrei.

### Glaubenskonflikte (bis 1648)
Das Gotteshaus wurde Pfarrkirche in einer Zeit, in der die durch Martin Luther ausgelöste Reformation auch in Nordheim auf dem Vormarsch war. Der Markgraf von Ansbach hatte in Nordheim mehrere Untertanen, die nun das Bekenntnis ihres Herren annahmen. Zugleich begannen die Äbte von Münsterschwarzach gegen die Juden im Ort vorzugehen. Im Jahr 1603 erließ Johannes V. Krug das sogenannte Judenmandat, das die Minderheit aus Nordheim vertrieb (siehe auch Sommeracher Judenstreit). Die Juden wandten sich an den Markgrafen, woraufhin der Abt sie auszahlen musste.
Trotz dieser Umwälzungen in der Bevölkerungsstruktur gewann Nordheim zu Beginn des 17. Jahrhunderts weiter an Bedeutung. Grund hierfür war der Weinbau, der den Ort zur wichtigsten Besitzung der Abtei Münsterschwarzach machte. In diesen Jahren begann man mit dem Bau des prächtigen Zehnthofes, der als sinnfälligstes Beispiel für den Reichtum des Ortes gelten kann. Bis 1618 war der Nordtrakt des großen Gebäudes fertiggestellt.
Der Dreißigjährige Krieg begann in Nordheim mit dem Einfall der Schweden im Jahr 1631. Sie entsandten einen lutherischen Prediger in die Gemeinde, um die Bevölkerung zum Konfessionswechsel zu veranlassen. Die Mönche verließen die Abtei Münsterschwarzach, Abt Johannes Kassian floh nach Tirol. Das Kloster wurde von weimarischen Beamten verwaltet, die in den Orten alles plünderten, um den noch andauernden Krieg zu finanzieren.
Im Jahr 1634 schickte der Abt aus seinem Exil den Sekretär Martin Meinich nach Mainfranken. Er berichtete, dass in Nordheim alles zerstört sei und nur noch 35 Bewohner im Dorf lebten. 1636 waren von ursprünglich 900 Morgen Weinbergen nur noch 200 bebaut. Noch 1641 erhielt die inzwischen wieder von Mönchen besiedelte Abtei keine Einnahmen aus ihrem Klosterdorf. Ortspfarrer Speth gelang es allerdings, die Nordheimer wieder zur katholischen Kirche zu bringen. Er wurde 1641 zum Abt von Münsterschwarzach gewählt.

### Bis zur Säkularisation (bis 1803)
Nach dem Westfälischen Frieden 1648 begann in Nordheim der langsame Wiederaufbau. Abt Remigius Winckel siedelte Flüchtlinge aus anderen Orten in den aufgegebenen Wohnungen der Nordheimer an und erneuerte die Dorfordnungen. Neben den Zerstörungen des Krieges hatte auch eine langanhaltende Kältewelle, die sogenannte Kleine Eiszeit, für einen Niedergang des Weinbaus gesorgt, von dem sich Nordheim erst in der zweiten Hälfte des 17. Jahrhunderts erholte.
Am 26. März 1688 legte der Münsterschwarzacher Cellerar Bonifatius Zöller den Grundstein für den Südtrakt des Zehnthofes. Am 1. September wurde Richtfest gefeiert. Im Jahr 1694 musste der Bau erweitert werden und Abt Augustin Voit ließ die Keller für die Weinaufbewahrung vertiefen. Im 18. Jahrhundert wurde der klösterliche Weinbau weiter ausgebaut, in Nordheim lagerten große Weinmengen.
Der Abtei gelang es, den Einfluss des Markgrafen von Brandenburg-Ansbach im Ort zurückzudrängen. Durch einen Gütertausch im Jahr 1743 hatten nur noch das Kloster und das Hochstift Würzburg Untertanen in Nordheim, die von zwei Schultheißen vertreten wurden. Die Dorfherrschaft erneuerte die Fahrordnung und ließ eine neue Dorfordnung anlegen, die 1761 fertiggestellt wurde und das Zusammenleben der Menschen regeln sollte.

### In Bayern (bis heute)
Im Jahr 1803 endete die mittelalterliche und frühneuzeitliche Gesellschaftsordnung abrupt. Bei der durch Napoleon angestoßenen Säkularisation des Kirchenbesitzes wurden das Hochstift Würzburg und die Abtei Münsterschwarzach aufgelöst, die jahrhundertelang die Geschicke des Dorfes bestimmt hatten. Nordheim kam zum vergrößerten Kurfürstentum Pfalzbayern. 1806 wurde der Ort dem neuentstandenen Großherzogtum Würzburg zugeschlagen. 1814 kam Nordheim endgültig zum mittlerweile zum Königreich aufgestiegenen Bayern.

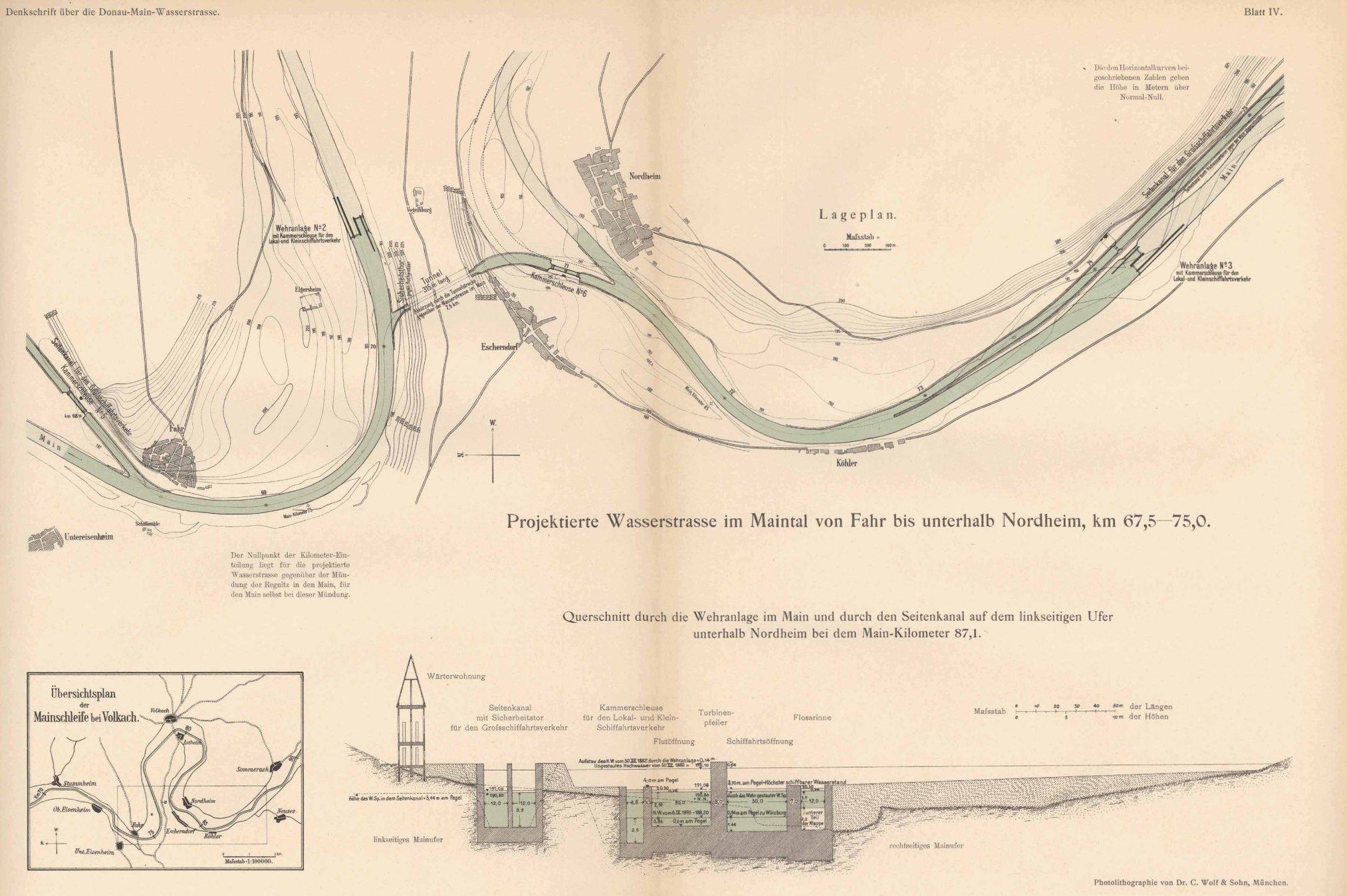
Der geplante Schifffahrtstunnel durch den Escherndorfer Berg

Die Nordheimer Winzer waren keinem Dorfherren mehr abgabepflichtig, sondern bearbeiteten die Weinberge auf eigene Rechnung. Dies war allerdings mit Problemen verbunden, weil man im 18. Jahrhundert auch schlechtere Lagen erschlossen hatte. Zusätzlich begann der Siegeszug des Bieres auch in Mainfranken und die Expertise der weinbauerfahrenen Mönche fehlte. In der zweiten Hälfte des 19. Jahrhunderts schädigten der Falsche Mehltau und die Reblaus den Weinanbau weiter.
Nachdem um 1887 mit 80 ha Weinfläche die geringste Fläche bebaut worden war, erholte sich der Weinbau bis in die 1940er Jahre wieder und die Anbauflächen nahmen wieder 164 ha ein. Mehrere Männer aus Nordheim starben im Ersten Weltkrieg. 1919 erhielt die Ortsfähre ein sogenanntes Hochseil und band den Ort im Norden besser an die neu gebaute Mainschleifenbahn und ihren Haltepunkt Escherndorf an.
Im Zweiten Weltkrieg blieb Nordheim lange Zeit von Kampfhandlungen verschont. Viele männliche Nordheimer dienten als Soldaten, mehrere starben auf den Schlachtfeldern in Europa. Im Jahr 1945 wurde beim Vormarsch der Amerikaner die Mainfähre versenkt. Am 7. April 1945 errichteten sie deswegen eine Schiffsbrücke über den Main. Am gleichen Tag war der Kreuzberg Ziel von Granatenbeschuss von der Vogelsburg aus, bis Nordheim schließlich besetzt wurde. Es diente danach als Ausgangspunkt für den Einmarsch in Sommerach und Volkach.
Nach dem Krieg wurde die Fähre wieder eingerichtet. Um den Fluss als Großschifffahrtsstraße auszubauen, plante man, die Mainschleife durch einen Schifffahrtstunnel bei Escherndorf und Nordheim zu überbrücken. Schließlich baute man den Kanal zwischen Volkach und Gerlachshausen, sodass Nordheim heute am sogenannten Altmain liegt. Durch den Kanalbau entstand die Weininsel mit Nordheim und Sommerach.
1978 trat Nordheim der Verwaltungsgemeinschaft Volkach bei. Im Zuge eines Kasernenbaus in der Nähe von Volkach plante die NATO in Nordheim ein großes Übungsgelände am Altmain einzurichten. Die Nordheimer Winzer befürchteten den Verlust ihrer naturnahen Mainufer und wollten Verfassungsklage einreichen. Schließlich entstand das Gelände in einer kleineren Variante. Der Bau einer Brücke wurde nach den Protesten verworfen.

### Ortsname
Der Ortsname Nordheim geht wahrscheinlich auf die fränkische Kolonisationszeit im 6. und 7. Jahrhundert zurück. Damals kamen Orte mit der Endung -heim, von althochdeutsch heima (Wohnung), in Mode, die häufig Sitz eines lokalen Adeligen waren. Zugleich benannte man die umliegenden Orte nach ihrer Ausrichtung zum nächsten Zentrum mit dieser Endung. Die Siedlung war eventuell in Richtung des südlich gelegenen fränkischen Königshofes Prosselsheim ausgerichtet. Weniger wahrscheinlich ist dagegen die frühe Ausrichtung nach Münsterschwarzach.
Die erste urkundliche Erwähnung nennt „Northeim“, allerdings blieb der Ortsname im Mittelalters und in der Frühen Neuzeit Veränderungen unterworfen. Umstritten ist der Name Ornheim, der sich wahrscheinlich lediglich wegen eines Abschreibefehlers für einige Zeit etablieren konnte. In einer Urkunde von 1603 wurde dem Ort „Northeimb“ erstmals die Bezeichnung „am Main“ wegen mehrerer gleichnamiger Gemeinden in Bayern beigegeben.
Die Nordheimer werden von den Bewohnern der Nachbarorte mit sogenannten Necknamen belegt. So taucht häufig die Bezeichnung Weinspucker (bzw. mainfränkisch Weinspetzer) auf. Dies ist auf den Haupterwerbszweig der Bewohner zurückzuführen und urteilt zugleich über den despektierlichen Umgang mit dem Getränk. Die Sommeracher nennen die Nachbarn dagegen Goschen (bzw. Gouschn, also Mund) und spielen damit auf die vielen Diphthonge im Nordheimer Dialekt an.

### Verwaltung und Gerichte
| Die folgenden Verwaltungseinheiten waren Nordheim übergeordnet. - bis nach 1230: Grafen zu Castell - bis 1803: Kloster Münsterschwarzach im Hochstift Würzburg - bis 1862: Landgericht älterer Ordnung Volkach im Untermainkreis, ab 1837 Unterfranken - bis 1872: Bezirksamt Volkach in Unterfranken - bis 1972: Bezirksamt Gerolzhofen, ab 1939 Landkreis Gerolzhofen in Unterfranken - ab 1972: Landkreis Kitzingen in Unterfranken | Gerichtlich unterstand Nordheim folgenden Instanzen. - bis 1803: Zentgericht Stadtschwarzach im Hochstift Würzburg - bis 1862: Landgericht älterer Ordnung Volkach - bis 1879: Landgericht Volkach - bis 1966: Amtsgericht Volkach im Landgerichtsbezirk Schweinfurt - bis 1973: Amtsgericht Gerolzhofen im Landgerichtsbezirk Schweinfurt - ab 1973: Amtsgericht Kitzingen im Landgerichtsbezirk Würzburg |

### Einwohnerentwicklung
Nordheim war durch den Weinbau in der Frühen Neuzeit das einwohnerreichste Dorf im Gebiet des Klosters Münsterschwarzach. Der Dreißigjährige Krieg dezimierte die Bevölkerung, sodass noch 1698 nur 131 Menschen im Ort lebten. Die Bewohner waren zu diesem Zeitpunkt mehrheitlich dem Kloster unterstellt, drei Familien gehörten als Untertanen direkt zum Würzburger Fürstbischof. 16 waren immerhin dem Markgrafen von Brandenburg-Ansbach unterstellt.
Mit dem Übergang nach Bayern wurden die Einwohnerzahlen dann regelmäßiger überliefert. Im Jahr 1814 war Nordheim die drittgrößte Gemeinde im Landgerichtsbezirk Volkach (nach Volkach und Sommerach) und hatte fast 1000 Einwohner. Im Dorf lebten fast ausschließlich Katholiken. In den folgenden Jahrzehnten wuchs Nordheim langsam aber stetig, sodass im Jahr 1861 mit 1106 Einwohnern die bis heute höchste Einwohnerzahl gemessen wurde, wobei noch im 19. Jahrhundert auch Sommerach überholt wurde.
In der Folgezeit machte sich der Niedergang des Weinbaus auch in den Einwohnerzahlen bemerkbar. Im Jahr 1910 hatte Nordheim lediglich noch 902 Einwohner. Diese Entwicklung setzte sich bis in die 1960er Jahre fort, als nur noch 891 Menschen im Dorf lebten. Lediglich kurz nach dem Zweiten Weltkrieg stieg die Zahl der Bewohner durch Vertriebene einige Jahre an. Das Wiedererstarken des Weinbaus zog ab 1970 wieder mehr Menschen nach Nordheim. Heute leben um 1000 Personen im Ort.
| Jahr | Einwohner | Jahr | Einwohner | Jahr | Einwohner |
| ---- | --------- | ---- | --------- | ---- | --------- |
| 1698 | 131       | 1890 | 1057      | 1973 | 947       |
| 1814 | 917       | 1900 | 940       | 1987 | 956       |
| 1840 | 1056      | 1910 | 902       | 2012 | 1000      |
| 1855 | 1072      | 1925 | 946       | 2013 | 992       |
| 1861 | 1105      | 1939 | 908       | 2014 | 994       |
| 1867 | 1066      | 1950 | 1076      | 2015 | 993       |
| 1880 | 1060      | 1961 | 891       | 2017 | 993       |

Im Zeitraum 1988 bis 2018 stieg die Einwohnerzahl von 937 auf 1013 um 76 Einwohner bzw. um 8,1 %. 2009 hatte die Gemeinde 1028 Einwohner.
Quelle: BayLfStat

## Politik

### Wahlen und Bürgermeister
Ähnlich wie in den Dörfern der Umgebung lebten in Nordheim während Mittelalter und Früher Neuzeit überwiegend abhängige Untertanen, die einem Herren unterstellt waren. Die Herren (zeitweise drei) setzten Schultheiße ein, die sie gegenüber der Bevölkerung vertreten sollten. Die Schultheiße erließen Dorfordnungen, in denen das Zusammenleben im Dorf geregelt war. Unter anderem organisierte man in den Ordnungen die Berufe in Nordheim. 1589 ist Leonhard Albert als Schultheiß des Klosters Münsterschwarzach nachgewiesen.
Vertreter der Gemeinde waren auch beim Hochgericht des Klosters vertreten, das zeitweise im Dorf selbst tagte. Insgesamt entsandte man aus Nordheim zwei Vertreter des Rates ans Gericht. Der Rat stand den Bürgermeistern bei, die sich aus der Bevölkerung rekrutierten. Die Wahlmodalitäten des Bürgermeisters sind nicht überliefert, entweder wählten die Bewohner ihn direkt oder statteten den Rat mit dem Wahlrecht aus. Die Bürgermeister hatten allerdings keine Rechte gegenüber der Obrigkeit.
| Hieronymus Förster      | 1688      | bis Juli 1688, erblindet                                                                                           |
| Johann Georg Schleicher | 1688      | ab 1688 |
| Valentin Sauer          | um 1870   | zwischen 1870 und 1875 Mitglied des Bayerischen Landtages                                                          |
| Theo Zang               | 1963–1982 | * 12. Februar 1921 in Nordheim am Main, Winzer, auch Kreisrat im Landkreis Kitzingen; † 3. Februar 2008 in Astheim |
| Roman Christ            | 1982–2002 | Freie Wähler |
| Guido Braun             | 2002–2020 | Nordheimer Liste                                                                                                   |
| Sibylle Säger           | seit 2020 | CSU |

Seit der Mitte des 19. Jahrhunderts werden die Gemeinderäte von einem Großteil der Bevölkerung gewählt. Heute besteht der Gemeinderat aus insgesamt elf Gemeinderäten, dem Bürgermeister und seinem Stellvertreter. Von 2002 bis 2014 waren vier Gruppierungen am Ratstisch vertreten, die stärkste Fraktion stellten die Freien Wähler. Dazu kamen die CSU, die „Nordheimer Liste“ und „Aktiv für Nordheim“. Bei den Kommunalwahlen 2014 trat die Liste „Aktiv für Nordheim“ nicht mehr an. Bei der Bürgermeisterwahl 2020 kam es am 15. März zu einem erstmaligen Sieg der CSU. Sibylle Säger, Kandidatin der Christsozialen, gewann überraschend mit 51,6 % der gültigen Stimmen gegen den Amtsinhaber Guido Braun (Nordheimer Liste), der 18 Jahre an der Spitze der Gemeinde stand. Seit 2020 ist die CSU stärkste Fraktion im Gremium, weiterhin sind die Freien Wähler und die „Nordheimer Liste“ vertreten.
Bei Landtagswahlen wählten die Nordheimer in der Vergangenheit immer überwiegend die CSU. Im Jahr 1986 erhielt die CSU noch 90,8 % der Stimmen. 2013 waren es immerhin noch 69,8 %. Die Wähler wanderten überwiegend zu den Freien Wählern Bayern, die 2013 10,2 % erhielten. Bei Bundestagswahlen wurde die FDP (2017: 10,8 %) zumeist zweitstärkste Kraft nach der CSU (2017: 57,9 %). Die traditionell hohe Wahlbeteiligung der Nordheimer nimmt lediglich bei Europawahlen stark ab, so gingen 2014 nur 54,3 % der Wahlberechtigten auch zur Wahl.

### Partnerschaften
- Nordheim am Main hat seit 1993 eine Gemeindepartnerschaft mit Nordheim im Département Bas-Rhin (bis 2015 Elsass). Die beiden Gemeinden verbindet, neben dem Namen, die jahrhundertealte Weinbautradition.

### Wappen
| Wappen von Nordheim am Main | Blasonierung: „„Gespalten von Blau und Silber; vorne ein senkrecht stehender silberner Rost, hinten ein roter Palmzweig“.“ |
| Wappen von Nordheim am Main | Wappenbegründung: Aus einem Gerichtssiegel des 18. Jahrhunderts, das den Heiligen Laurentius zeigt, wurde der ihm beigegebene Rost und der Palmzweig in das Wappen der Gemeinde übernommen. Dem Heiligen Laurentius ist die Ortskirche geweiht. Auf das Kloster Münsterschwarzach, welches 1306 die Vogteirechte erwarb und die Herrschaft in der Gemeinde bis 1803 ausübte, weisen die Farben Blau und Silber aus dessen Wappen hin. Das Wappen verlieh das bayerische Innenministerium am 4. November 1970. |

### Verwaltung
Die Gemeinde ist Mitglied der Verwaltungsgemeinschaft Volkach.

## Kultur und Sehenswürdigkeiten

### Baudenkmäler

#### Ensemble Hauptstraße
Der alte Ortskern wird wegen seiner historischen Geschlossenheit als Ensemble geführt. Der ehemals zur Abtei Schwarzach gehörende Ort ist zwar fränkischen Ursprungs, scheint aber, wie der regelmäßige Grundriss nahelegt, erst im Hoch- und Spätmittelalter seinen endgültigen Ausbau erfahren zu haben. Die Hauptstraße, die nicht mit einer Durchgangsstraße zusammenfällt und an beiden Enden blind ausläuft, ist als mäßig breiter Straßenmarkt ausgebildet. Das Ensemble umfasst den östlichen Abschnitt sowie die platzartige Erweiterung vor dem Kirchenbezirk.
Die Straße ist beiderseits von Winzerhöfen begleitet, deren Wohngebäude meist traufseitig gestellt sind. Zwei der wenigen Giebelhäuser besitzen Fachwerkfassaden. Die Bebauung ist zu großen Teilen erneuert, einige Häuser des 18. Jahrhunderts bestimmen aber die Maßstäblichkeit. Der Kirchenbezirk ist durch eine Bautengruppe von der Hauptstraße geschieden, in der sich auch das Rathaus befindet. Die Pfarrkirche im ummauerten Kirchhof wirkt allerdings unmittelbar akzentuierend in die vor ihr liegende, platzartige Erweiterung.

#### Laurentiuskirche

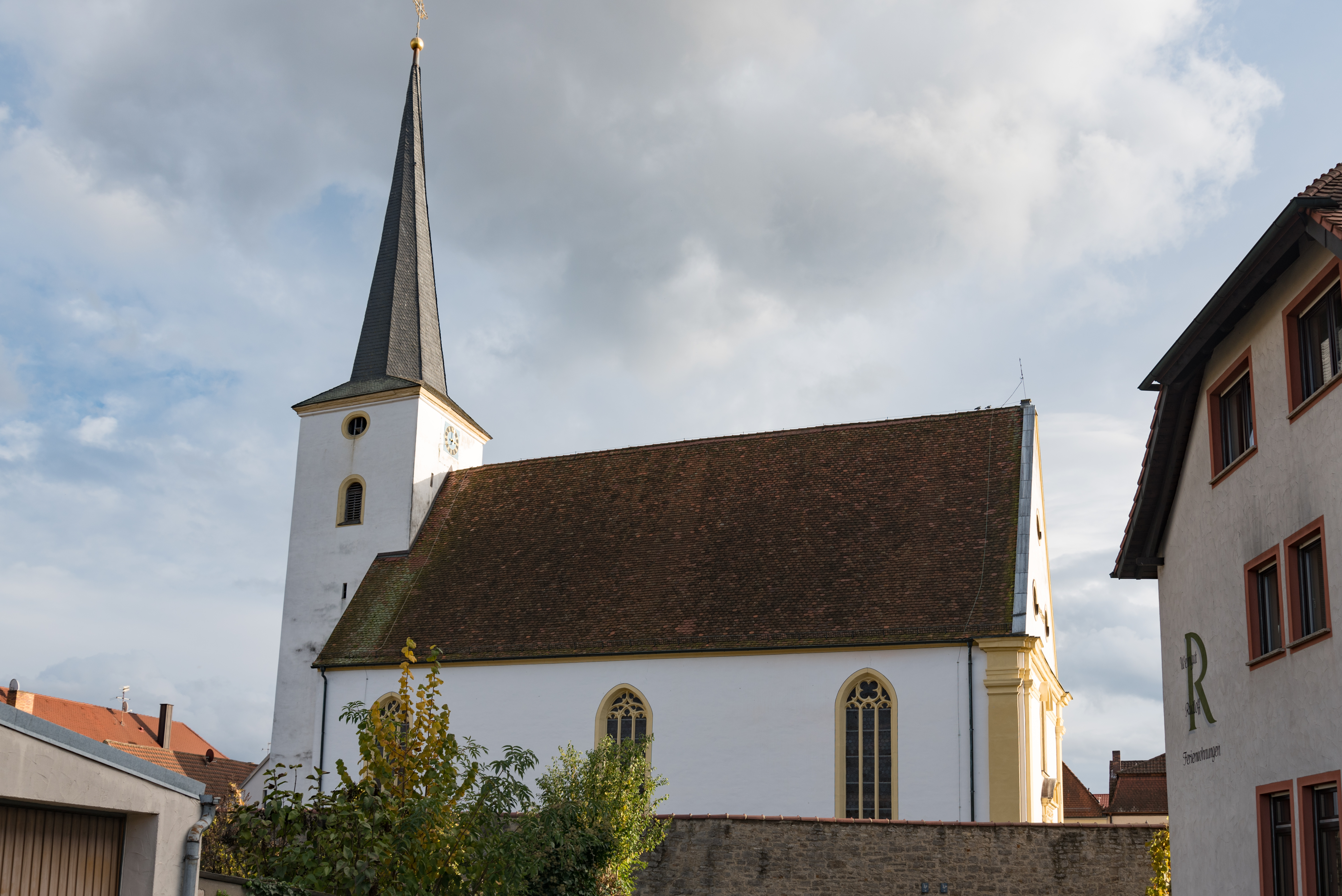
Die Pfarrkirche St. Laurentius

Das Dorf besaß lange Zeit gar kein eigenes Gotteshaus. Erst um 1540 begann man damit, eine Kirche zu errichten, die dem heiligen Laurentius geweiht war. Am 29. Juli 1598 wurde Nordheim eine eigene Pfarrstelle zuerkannt. Diese neuerliche Aufwertung war durch den Würzburger Fürstbischof Julius Echter von Mespelbrunn forciert worden, um die Gegenreformation in seinem Gebiet voranzutreiben. Bis 1737 erneuerte man die Laurentiuskirche im Stil des Barock umfassend.
Die Kirche greift die Formen der Spätgotik auf. Der sogenannte Echter-Spitzhelm aus dem beginnenden 17. Jahrhundert ist achteckig und bekrönt den Turm. Unter ihm wird der Chor weitergeführt. Ein Satteldach schließt das Langhaus ab. Das Langhaus ist mit einer Flachdecke ausgestattet, die ein Gesims umläuft. Die Decke enthält mehrere Fresken in Rund- und Kleeblattformen. Der Chor besitzt ein Rippenkreuzgewölbe.
Älteste Ausstattungselemente sind zwei Figuren der Heiligen Wolfgang und Urban aus dem 16. Jahrhundert. Die Figur des heiligen Urban erfuhr in der Vergangenheit besondere Verehrung. Eine Pietà stammt aus dem Jahr 1510. Die Kirche besitzt drei Altäre. Der um 1720 gefertigte Hochaltar mit sechs Säulen füllt die Rückwand des Chores aus. Insgesamt überwiegen barocke Elemente. Um die Kirche ist ein kleiner, ummauerter Friedhof zu finden. An der Südwand stellte man außen eine Ölberggruppe auf. Im Kirchhof stehen weitere Figuren.

#### Zehnthof und Zehnthofkapelle
Der prächtigste Bau im Nordheimer Altort ist der sogenannte Zehnthof. Er liegt im südwestlichen Teil des Dorfes zwischen Hauptstraße und Langgasse. Heute bildet der Zehnthof mit seiner Kapelle einen der letzten Überreste vom Kunstschaffen des Benediktinerklosters Münsterschwarzach aus dem 18. Jahrhundert. Der ältere Nordtrakt entstand zu Beginn des 17. Jahrhunderts, der Südtrakt kam durch eine Erweiterung um 1688 hinzu.
Der Zehnthof ist der Renaissance zuzuordnen. Zwei- und dreigeschossige Bauten formieren sich zu einer Dreiflügelanlage. An seiner Westseite ist er ummauert, sodass ein Innenhof entstand. Mehrere Giebel mit reicher Verzierung gliedern den Bau. Über der Pforte des Nordtraktes befindet sich das Wappen des Erbauers, Abt Johannes Martin. Auf der rechten Seite des Gebäudes schließt sich der polygonale Erker mit Zierfüllungen und einer Kuppel an.
Die Kapelle entstand unter dem Abt des Klosters Münsterschwarzach Christoph Balbus im Jahr 1755 neu. Die Gemälde im Inneren wurden von Andreas Dahlweiner geschaffen. Im Jahr 2008 wurde die 2005 begonnene gründliche Renovierung mit dem Förderpreis des Regierungsbezirks Unterfranken unterstützt. Das Hauptgemälde ist der „Dreifaltigkeit“ gewidmet, in den Gewölbezwickeln sind die „Vier Jahreszeiten“ das Thema. Die Kapelle ist heute profaniert und wird als Festsaal der Nordheimer Winzergenossenschaft Divino genutzt.

#### Privathäuser und Höfe

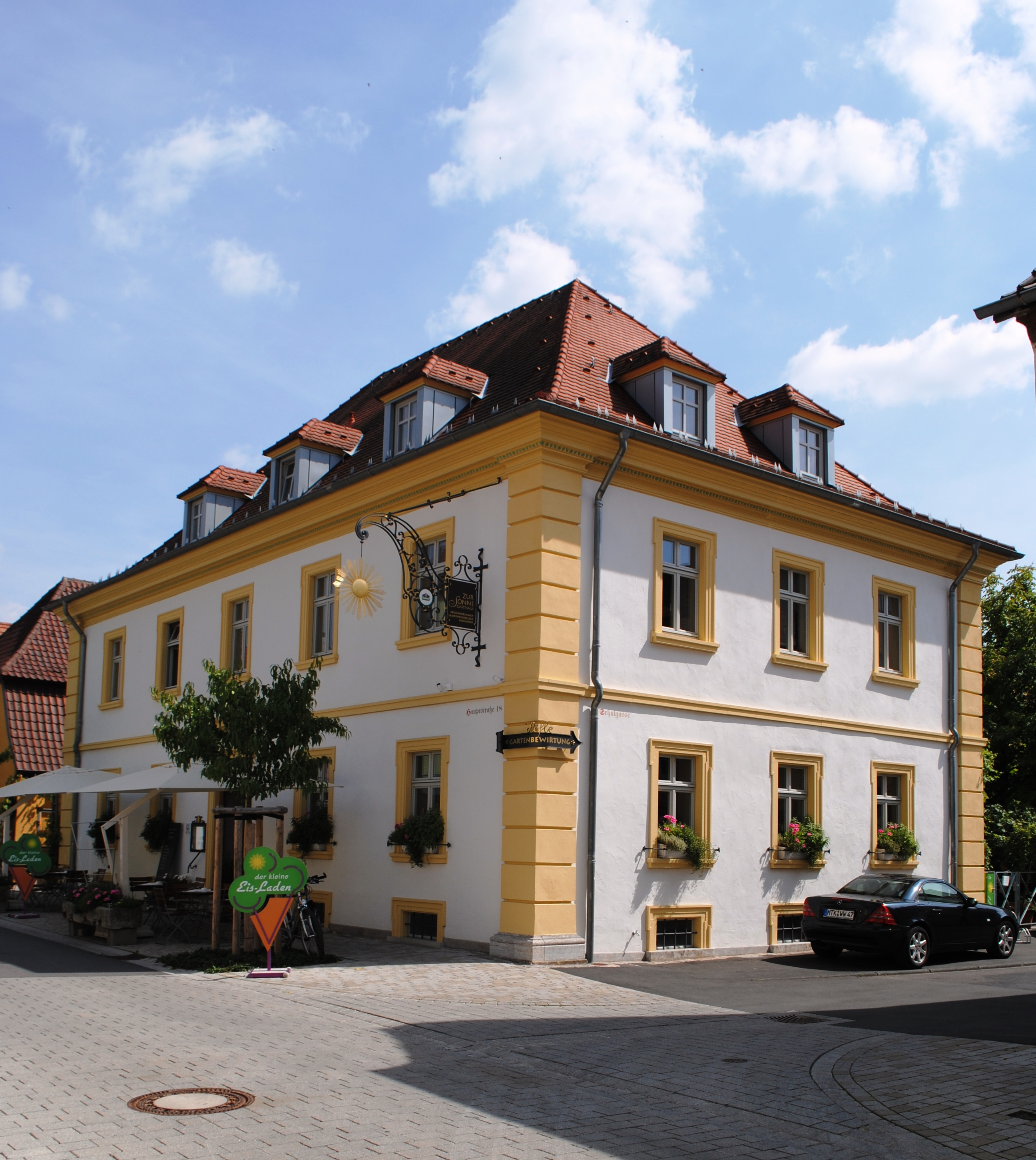
Der Gasthof aus dem 18. Jahrhundert

Im Ortskern sind mehrere Häuser erhalten, die als Baudenkmäler eingeordnet werden. So besteht in der Langgasse 23 ein Winzerhof aus der Zeit um 1600. Das Haus ist zweigeschossig und schließt mit einem Satteldach ab. An der Straßenseite wurden die für die Spätgotik typischen Staffelgiebel angebracht. Ganz ähnlich gestaltet ist auch das ehemalige Rathaus der Gemeinde am Kirchplatz 2. Es hat zwei Staffelgiebel und seine Fensterrahmungen sind geohrt. Beide Gebäude wurden vollständig aus Stein geschaffen, was für den hohen Reichtum der Gemeinde spricht.
Die für fränkische Orte so charakteristischen Fachwerkgiebel weisen dagegen zwei weitere Häuser des 17. Jahrhunderts auf. In der Hauptstraße 24 steht ein Wohnhaus mit einem Krüppelwalmdach. Es besitzt ein Fachwerkobergeschoss und geohrte Fensterrahmungen. Das Haus in der Langgasse 57 besitzt ebenfalls ein Obergeschoss mit Fachwerk, schließt aber mit einem Satteldach ab. Im Grundstück hat sich ein altes Backhaus erhalten. Ein Fachwerkgiebel am Haus Hauptstraße 11 kragt nach vorne und entstammt der Jahrhundertwende zum 18. Jahrhundert.
Im 18. Jahrhundert entstanden in Nordheim mit der Blüte des Weinbaus auch prächtige Winzerhöfe und Gasthäuser. Besonders prächtig präsentiert sich der zweigeschossige Bau in der Langgasse 31. Er wurde von der Familie Knoblach um 1727 errichtet, deren Wappen (eine Variante, siehe Söhne und Töchter des Ortes) über der Hofeinfahrt thront. Neben der typischen Gestaltung als Walmdachbau mit geohrten Fenstern brachte man auch sogenannte Hausfiguren, hier Anna selbdritt und den heiligen Joseph, in Nischen im Obergeschoss an.
Auf die Familie Knoblach geht auch das Doppelhaus in der Hauptstraße 28, 30 zurück. beide Hausteile sind ebenfalls zweigeschossig und werden von einem Mansarddach bekrönt. Zwar präsentieren sich beide Häuser wesentlich schlichter, als der Hof von 1727, allerdings brachte man als Hausfigur die sogenannte Nordheimer Madonna an. Nach dem Vorbild der Knoblach-Häuser entstand in der Volkacher Straße 6 ein weiteres Weingut. Die Erbauer errichteten aber eine Vierflügelanlage mit Eckpilastern und einer Figurengruppe.
In Richtung der repräsentativen Weingüter scheint sich auch das Gasthaus in der Hauptstraße 18 zu orientieren. Es ist, wie die Güter, zweigeschossig, wurde mit Eckpilastern ausgestattet. Außerdem baute man ein kleineres Zwerchhaus an. In der Pfarrgasse 2 steht ein weiteres Haus des 18. Jahrhunderts. Statt Hausfiguren wird der Bau von einer großen Maria Immaculata über dem Portal gegliedert. Wesentlich schlichter präsentiert sich dagegen das Traufseithaus in der Hauptstraße 27. Es wurde 1798 erbaut.
Im 19. Jahrhundert begann der Niedergang des Weinbaus, weswegen auch die Hofbauten in Nordheim wesentlich weniger repräsentativ ausfielen. Zwischen dem 18. und 19. Jahrhundert entstand ein Wohnhaus in der Volkacher Straße 1. Es ist erdgeschossig und seine Fenster weisen nur noch teilweise geohrte Rahmungen auf. In der Pfarrgasse 1 steht eine Hofanlage aus der ersten Hälfte des 19. Jahrhunderts. Sie ist zweigeschossig, das Obergeschoss besteht aus verputztem Fachwerk. Auf eine private Stiftung geht die Kreuz-Kapelle in den Weinbergen zurück.

#### Bildstöcke und Kleindenkmäler
Typisch für das Ortsbild sind mehrere Bildstöcke und Kleindenkmäler. Sie wurden von privaten Stiftern im Dorf und an Wegen aufgestellt und dienten der privaten Andacht oder dem Gedenken an besondere Ereignisse. Allerdings verringert sich die Anzahl dieser Martern durch Verfall stetig. Ältestes Kleindenkmal in Nordheim ist allerdings die sogenannte Nordheimer Madonna. Sie gelangte wohl im 17. Jahrhundert aus Würzburg an ihren heutigen Standort am denkmalgeschützten Haus in der Hauptstraße 30. Die Madonna wurde wahrscheinlich von einem französischen Künstler für Bischof Albrecht von Hohenlohe geschaffen. → siehe auch: Nordheimer Madonna
Im 17. Jahrhundert stifteten der Nordheimer Schultheiß und ein weiterer Bewohner den sogenannten Barockbildstock am südwestlichen Ortsrand. Oberhalb eines runden, verdrehten Säulenschafts mit Weinlaubdekor ist die Kreuzigung Christi abgebildet. Die Seitenflächen werden von Reliefs der Heiligen Kilian und Johannes der Täufer gebildet. Der Bildstock diente vielleicht als Vorbild für ein ähnliches Stück von 1720 am nordöstlichen Dorfeingang. Er zeigt allerdings die Vierzehn Nothelfer (vorne) und eine Marienkrönung in seinem Aufsatz. → siehe auch: Barockbildstock (Nordheim am Main) und Vierzehnheiligenbildstock (Nordheim am Main).
Ein Jahr vor dem Vierzehnheiligenbildstock entstand 1719 am Weg zur Hallburg eine weitere Marter, die sogenannte Ausgestochene Marter. Sie geht auf ein Versprechen zurück und präsentiert sich als sogenannter Altarbildstock. Ein rechteckiger und hochgezogener Sockel bildet die Basis, darüber sind vier kleinere, ebenfalls weinrebenumrankte Säulen postiert. Sie tragen einen steinernen Baldachin auf dem ursprünglich ein Kreuzschlepper angebracht war. → siehe auch: Ausgestochene Marter (Nordheim am Main)
Insgesamt geht der Großteil des Nordheimer Bildstockbestandes auf das 18. Jahrhundert zurück. Neben den klassischen Formen begann man zu diesem Zeitpunkt auch neue Gestaltungsformen auszuprobieren. Auf 1722 geht der Dreifaltigkeitsbildstock zurück. Er hat statt eines einfachen Aufsatzes eine plastische Darstellung der Dreifaltigkeit. Um 1750 errichtete man einen großen Kreuzschlepper, den kreuztragenden Christus, im sogenannten Mittelweg des Kreuzberges. Bereits 1730 hatte man eine Pietà im neuen Friedhof aufgestellt. → siehe auch: Dreifaltigkeitsmarter (Nordheim am Main)
Bei den Bildstockstiftungen tat sich wiederum die reiche Nordheimer Häckerfamilie Knoblach hervor. Auf sie geht die Mariensäule vor der Laurentiuskirche zurück, die heute den Mittelpunkt des Ortes bildet. Die Säule entstand im Jahr 1778. Die Säule wird von einer breiten, geschwungenen Balustrade umgeben. Bekrönt wird das Denkmal von einer Doppel-Maria, die auf beide Seiten des Marktplatzes blickt. Sie ist als Himmelskönigin dargestellt. → siehe auch: Mariensäule (Nordheim am Main)

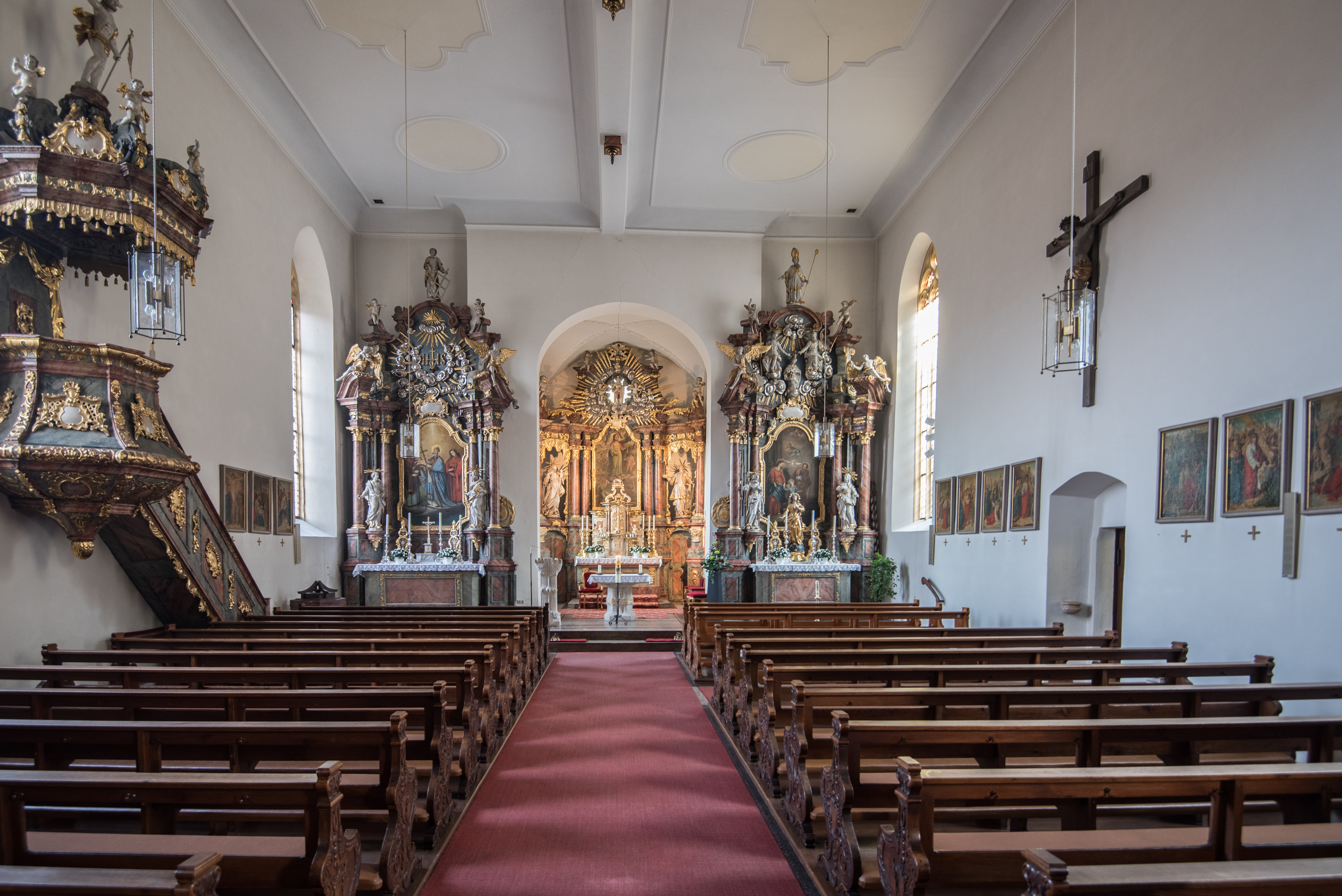
Innenraum der Laurentiuskirche
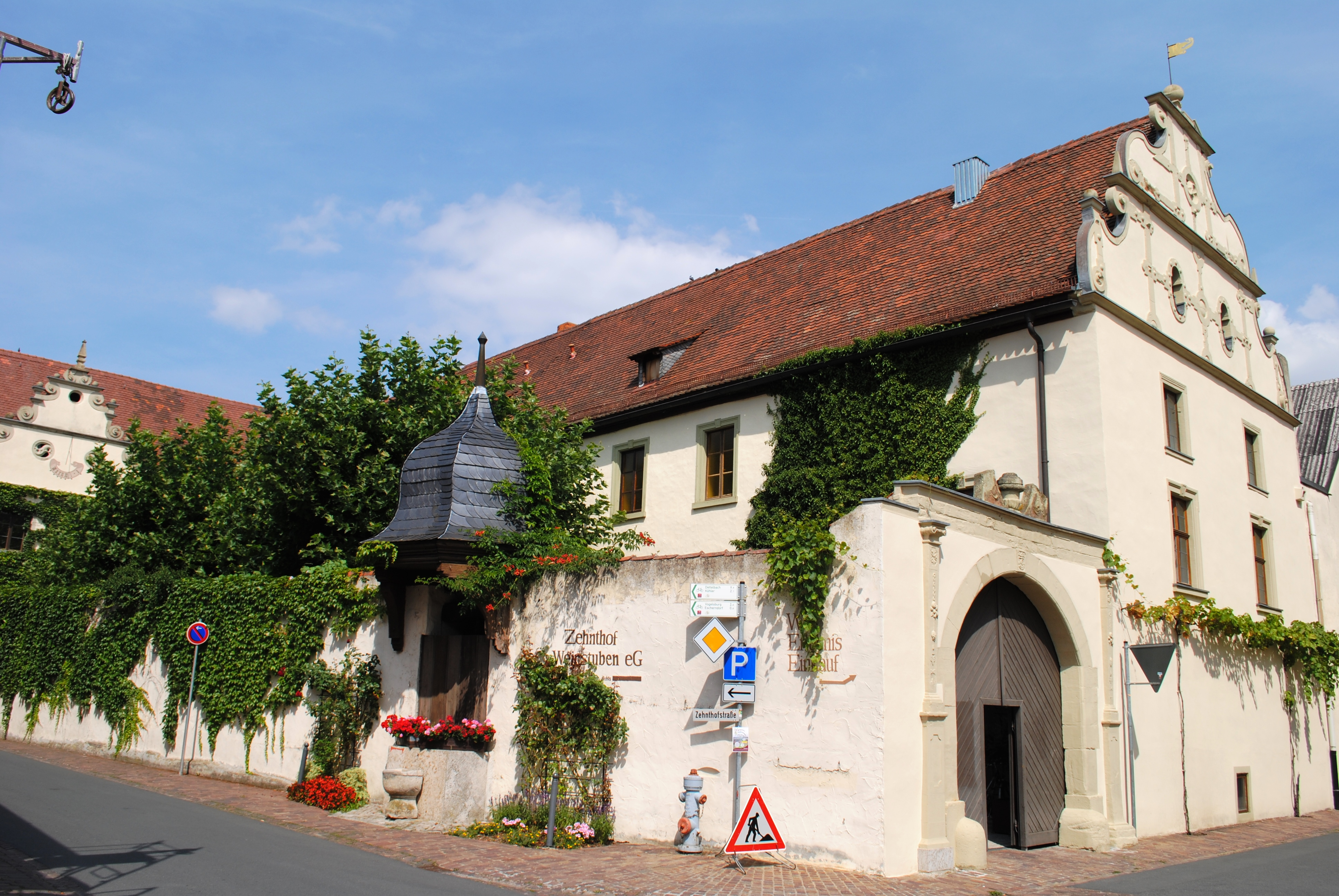
Zehnthof der Abtei Münsterschwarzach
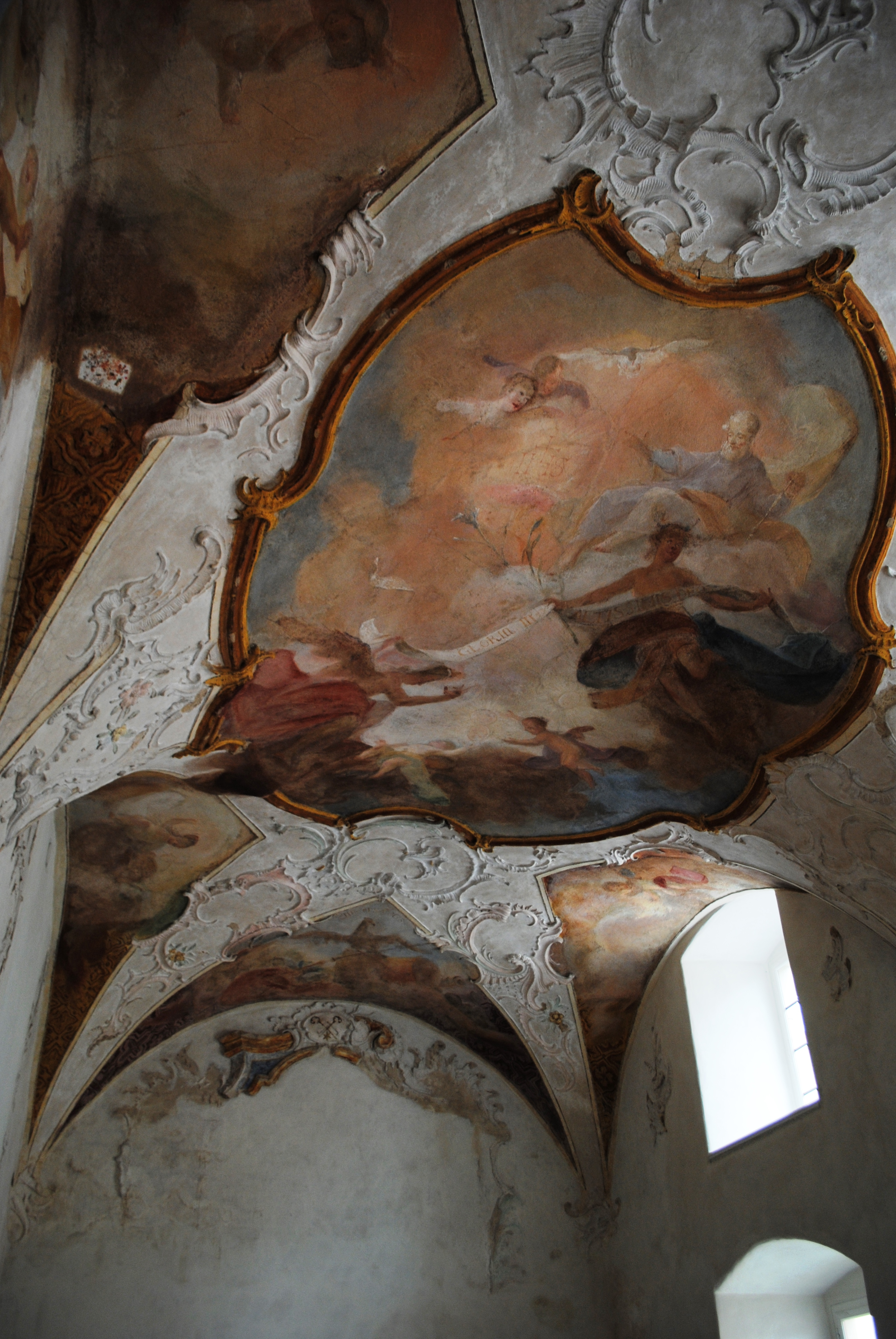
Fresken in der Zehnthofkapelle
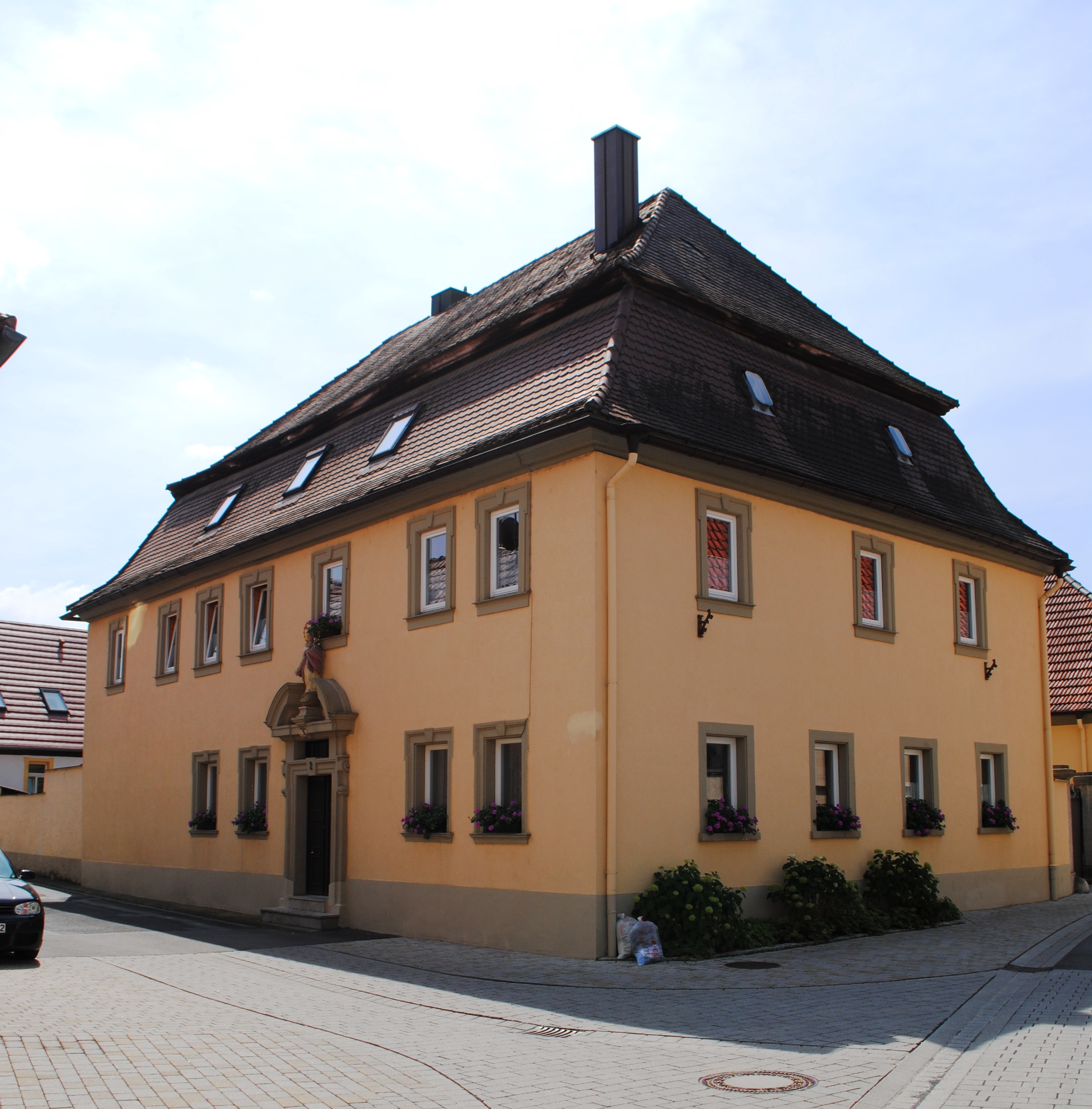
Wohnhaus in der Pfarrgasse 2
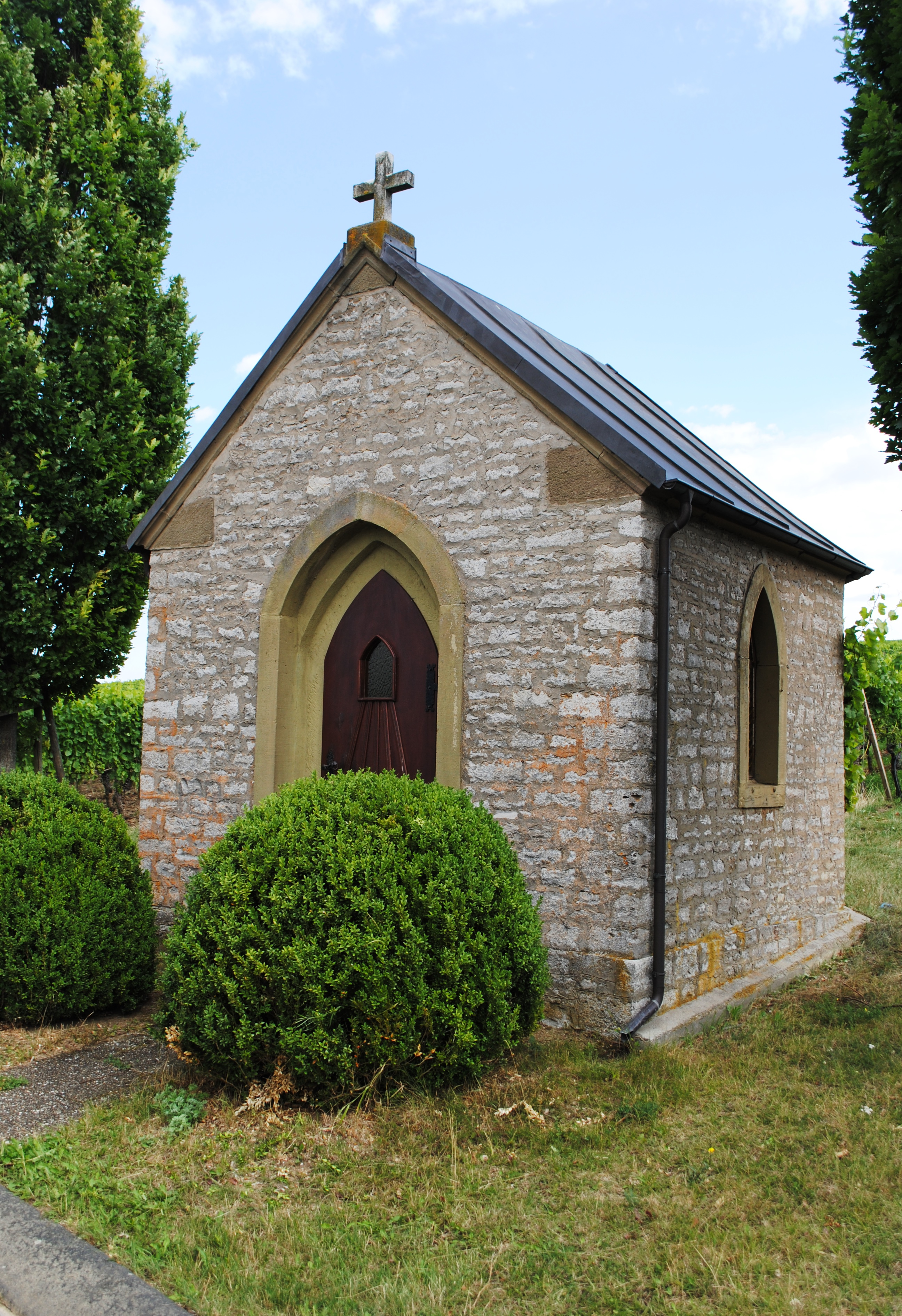
Kreuzkapelle in den Weinbergen
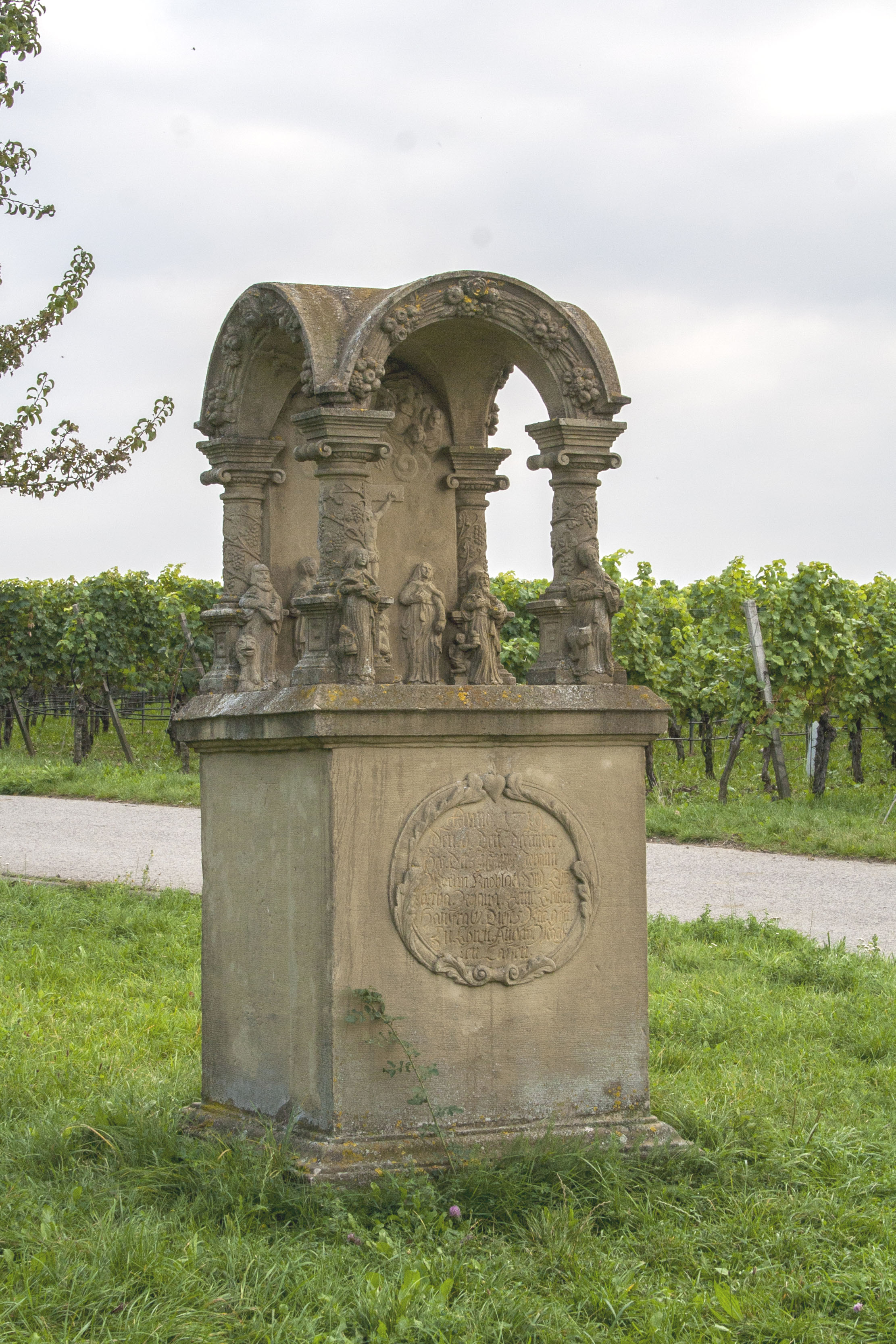
Ausgestochene Marter am Hallburgweg
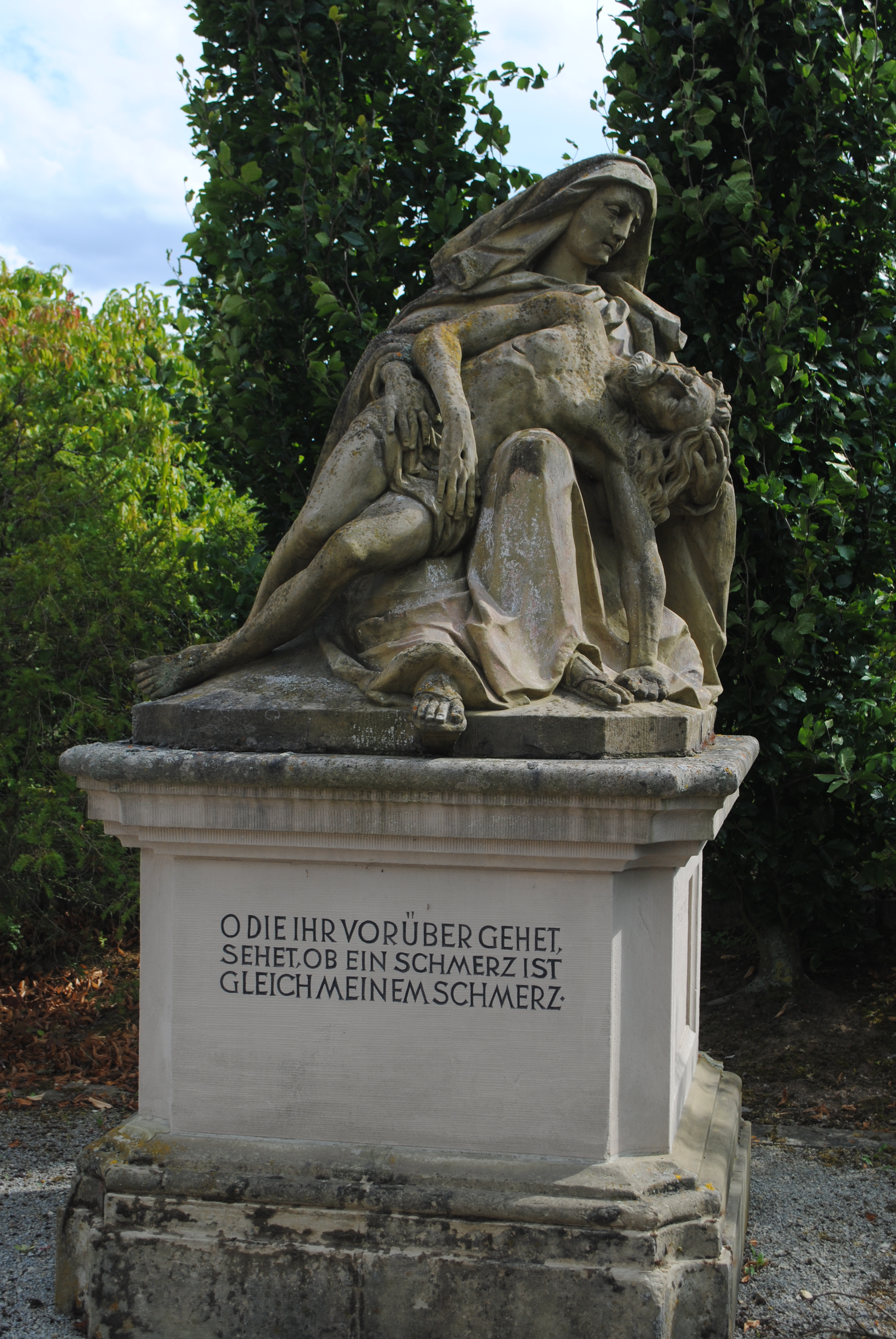
Pietà im Friedhof

### Weitere Sehenswürdigkeiten
Neben den historischen Bauwerken ist auch die Mainfähre zwischen Nordheim am Main und Escherndorf Anziehungspunkt für Touristen und Teil des Nordheimer Ortsbildes. So wird eine Fahrt mit der Fähre auch als touristisches Erlebnis mit Seltenheitswert („einzige Gelegenheit zur Mainüberquerung, die die Weininsel bietet“) beworben. Gleichzeitig nutzen auch die Auspendler in Richtung Escherndorf-Prosselsheim-Würzburg die Fähre täglich.
Bereits seit den 1990er Jahren existiert in Nordheim ein Weinsortenlehrpfad. Er verläuft noch heute oberhalb des Dorfes am Fuße des Kreuzberges. Zunächst bestanden 23 Schilder, die Besucher über die häufigsten Rot- und Weißweinsorten und ihre Wachstumsbedingungen aufklärten. Der Weinsortenlehrpfad wurde im 21. Jahrhundert auf acht Stationen zusammengefasst. Besucher werden über die Grundbedingungen des Weinbaus aufgeklärt und erhalten Einblicke in die Geschichte des Weinbaus an der Mainschleife.
Südöstlich des Dorfes besteht seit dem Jahr 2018 der erste Friedweinberg in Deutschland. Es wurden 1996 Plätze für einen Ruheort und der Erweiterung des Friedhofes freigemacht. Bürgermeister Guido Braun initiierte dann die Umwandlung der hier gelegenen Weinberge in einen Ruheort für Verstorbene. Die Weinkultur prägte auch den Neubau der DIVINO-Genossenschaft gegenüber dem Zehnthof. Mit den modernen Glasflächen bildet es einen Kontrast zu dem Renaissancebauwerk.

### Regelmäßige Veranstaltungen
Mehrere regelmäßige Veranstaltungen prägen den Jahresablauf der Gemeinde. Insbesondere kirchliche Traditionen und der Weinbau bestimmen den Jahresrhythmus. Am 1. Mai stellen die Dorfbewohner eine Birke als Maibaum in der Ortsmitte auf. Am zweiten Maiwochenende findet das Nordheimer Weinfest auf dem Lindenplatz am Mainufer statt. Daneben finden in den großen Weingütern des Ortes sogenannte Hofschoppenfeste in den Sommer- und Herbstwochen statt.
Seit dem Jahr 2009 findet in Nordheim einmal jährlich im August das sogenannte Skate`n´Rock ConFest statt. Neben Skateboard-Wettbewerben wird die Weinfestbühne für Konzerte insbesondere von Punk-, Rock- und Indiebands genutzt. Seit der Vereinsgründung 2015 des gemeinnützigen Skate`n´Rock e. V. finden im Jahresverlauf mehrere, kleinere Veranstaltungen mit Bezug zum Skateboarding statt. 2016 konnte vom Verein eine eigene Skatehalle in Nordheim eingerichtet werden. Der Bau weiterer Rampen ist geplant.
Im Jubiläumsjahr 2018 veranstaltete die Gemeinde einen Weltrekordversuch. Insgesamt wurden bei der größten Weinprobe der Welt 1172 verschiedene Weine ausgeschenkt. Der Rekord wurde vom Rekord-Institut für Deutschland anerkannt.

### Sagen

#### Das Wilde Heer
Ähnlich wie in den benachbarten Dörfern Feuerbach und Kleinlangheim existieren auch in Nordheim Sagen über das Wilde Heer, das zwischen Weihnachten und dem Dreikönigstag mit dem Sturmwind reiten soll.
Eines Nachts im Dezember wurde der Fährmann von Nordheim von einem Ruf geweckt, der vom jenseitigen Ufer kam. Der Fährmann hatte geschlafen und schimpfte: „Hetz müchet i doch gewiß, wos dös für a Lump it; dar hätt beim Tog doch a hemm gekönnt“ (vfm. Jetzt würde ich schon gerne wissen, was für ein Lump das ist; er hätte doch auch am Tag heimkommen können).
Der Fährmann setzte die Fähre über, sah allerdings dort niemand. Die Fährbrücke begann sich dennoch unter schrecklichen Geräuschen und sogar Pferdegetrappel zu füllen. Voller Schrecken sah der Mann, dass die Fähre zu sinken begann und er schrie. Daraufhin hörte das Getrappel auf. Am Nordheimer Ufer wiederholte sich beim Ausladen das Getöse, ohne dass jemand sichtbar war. Eine Stimme sagte, nachdem alles entladen schien: „Hier ist das Fährgeld“ und der Fährmann entdeckte ein eingebranntes Hufeisen auf dem Brückenkopf.
Eine andere Geschichte handelt ebenfalls vom Wilden Heer. Vor langer Zeit lebte in Nordheim ein Ehepaar, dem nach langer Zeit endlich ein Sohn geboren wurde. Der Vater wollte die Taufe groß feiern und zog deshalb mit einem Fass nach Sommerach; dort wollte er Katzenkopf-Wein kaufen. Als er auf dem Weinberg auf der Höhe der Geisberg-Flur angelangt war, hörte er das Wilde Heer kommen. Er versteckte sich schnell in einem nahen Graben, musste aber sein Fass mit dem Wein zurücklassen. Das Wilde Heer zog vorüber, ohne das Fass zu beachten. Der Letzte des Zuges erblickte es allerdings, hob es an seinen Mund und trank es vollständig leer. Voller Trauer ging der Mann mit dem leeren Fass nach Nordheim zurück. Als er es aber ablud, war es wieder voll. Die Kindstaufe kam und die vielen Gäste tranken vom Wein, das Fass aber wurde nicht leerer. Der Mann plauderte angetrunken von seiner Begegnung mit dem Wilden Heer und da versiegte der Wein im Fass.

#### Die Münzengrube
Ein Nordheimer Winzer arbeitete bereits den ganzen Tag im Weinberg. Als ein Gewitter heraufzog, begann der Mann seine Arbeitsutensilien zusammenzuräumen und nachhause zurückzukehren. Auf einem Steinhaufen bemerkte er eine große Anzahl Kröten. Der Winzer wollte seine Frau erschrecken und packte einige der Tiere ein. Als er sie zuhause auspacken wollte, rollten goldene Dukaten heraus. Daraufhin benannte man die Weinlage in „Münzengrube“ um.

#### Der Sonnenwirt
In Nordheim erzählte man sich auch Sagen über den Junker Hahla (auch Ritter Harlachan), der als roher Mann die Hallburg und die Hand der schönen Roselinde erhielt. Er tötete seine Frau, weil er vermutete, sie sei ihm nicht treu gewesen, und richtete sich selbst, als er die Wahrheit erkannte. Er soll als kopfloser Geist sein Unwesen treiben.
Der Wirt des Gasthauses zur Sonne in Nordheim wollte Stroh im nahen Reupelsdorf kaufen. Als er dem Langen Weg in Richtung der Hallburg folgte, kam plötzlich ein schweres Unwetter auf und der Wirt musste sich schnell verstecken. Er entdeckte einen ausgehöhlten Baumstumpf am Straßenrand und kletterte hinein. Das Gewitter begann und der Wirt war froh, nicht nass werden zu müssen, da hörte er Pferdegetrappel, das von der Hallburg in seine Richtung kam. Es war der Geist des Junkers Hahla, der ohne Kopf auf den Baum zugeritten kam, in dem der Sonnenwirt ausharrte. Der Junker hatte eine Leiche vorne auf sein Pferd gebunden. Er wollte den Leichnam in den hohlen Baum verfrachten, hatte allerdings Probleme, weil der Wirt schon darinsteckte und sagte zu sich: „(…) Der Sonnenwirt von Nordheim kommt auch noch hinein!“ Junker Hahla wollte den Wirt nämlich auf seinem Weg abpassen und ihn töten.
Der Wirt drückte sich in die hinterste Ecke seines Versteckes und teilte sich so den Stumpf mit der Leiche des zuvor Getöteten. Als der Junker davonritt, atmete der Sonnenwirt auf. Er wartete bis nichts mehr von ihm zu sehen war, drückte den Leichnam zur Seite und stieg aus seinem Versteck. Nun beeilte er sich nach Reupelsdorf zu kommen. Seine Haare waren durch das schreckliche Erlebnis auf einen Schlag weiß geworden.

#### Der Teufel
Eines Nachts wurde ein Winzer während der Nacht von einem Unbekannten heimgesucht, dessen Antlitz von einem weißen Mantel umhüllt war und der von blauen Flammen umtanzt wurde. Der Unbekannte sprach: „Ich bin der Fürst der Schatten, der Herr der finsteren Mächte! Kommst du morgen zur Mitternachtszeit während der Mette in den Keller, sollst du einen großen Schatz besitzen.“ Der Winzer, voller Furcht, lehnte das Angebot ab und der Teufel verschwand. In der Hütte nebenan schlief inzwischen ein anderer Mann. Der Teufel erschien auch ihm und wiederholte sein Angebot. Diesmal wurde es angenommen und der Mann saß während der Mette in seinem Haus. Als er in den Keller ging, erloschen alle Lichter und der Teufel erschien wieder. Er knüpfte sein Angebot, das Gold, an die Bedingung, dass der Mann seine Seele überschreiben müsse. Der Mann tat es und lebte fortan im Reichtum. Die Menschen vermuteten, dass der Teufel ihn zu Geld kommen ließ.

#### Der verborgene Schatz
In einer Herbstnacht klopfte es an die Tür des Hauses Nr. 8. Verwundert öffnete der Hausherr die Tür und sah den Schäfer des Dorfes Köhler draußen stehen. Er sagte: „Zwei Keller sind in eurem Hause, ein großer und ein kleiner. In der rechten Ecke des großen Kellers ruht ein Schatz; den könnt ihr haben, wenn ihr im Advent zu mitternächtlicher Stunde danach grabt. Ich werde kommen und mit euch den Schatz heben!“ Zunächst glaubte der Winzer die Geschichte nicht. Im Dezember klopfte es erneut an die Haustüre. Der Winzer öffnete, sah den Schäfer von Köhler und erinnerte sich an die Geschichte mit dem Schatz. Erschrocken schlug er die Tür wieder zu. Es klopfte noch mehrere Male, aber alle Bewohner des Hauses ließen die Türe verschlossen. In der Nacht träumte der Winzer von einer großen Kiste in seinem Keller, die von einer weißen Frau bewacht wurde. Noch heute soll sich die Schatzkiste im Keller befinden.

#### Hexengeschichten
Mehrere Sagen nehmen auf den Hexenaberglauben Bezug. Insbesondere die Verwandlungskünste der vermeintlichen Hexen wurden in den Geschichten hervorgehoben. Einem Brautpaar, dass sich jeden Abend zu einem Spaziergang durch das Dorf traf, folgte häufig eine graue Katze. Irgendwann bemerkten das die jungen Leute und der Bursche wurde misstrauisch. Er warf ein Stein nach dem Tier und wollte die Katze so verscheuchen. Anstatt aber die Katze zu treffen, flog der Stein zurück und verletzte den Mann am Fußknöchel.
Eine schwarze Katze trieb in Nordheim ihr Unwesen und stahl immer wieder Wurst und Fleisch aus den Küchen der Bewohner. Eines Tages konnte das Tier gefangen werden. Sie wurde in einen Sack gesteckt, verprügelt und dann bei lebendigem Leib in einem Garten vergraben. Am nächsten Tag lag der Sack neben der leeren Grube. Ein Mann berichtete jedoch, dass seine Frau verletzt sei und am ganzen Körper blaue und rote Flecken habe. Die Katze wurde nie wieder gesehen.
Ein junges Mädchen aus Nordheim erhielt von seiner Nachbarin einen Blumenstrauß geschenkt und kehrte damit freudig zu seinen Eltern heim. Am nächsten Tag war das Kind aber von Läusen befallen. Nachdem alles versucht worden war die Parasiten loszuwerden, kam ein wandernder Besenbinder in das Dorf. Er steckte drei Läuse in die Röhre eines Federkiels und hängte die Feder mit einer Schnur an einen Baum. Die Nachbarin rannte plötzlich aus ihrem Haus und schnitt die Feder ab. Sie hatte einen roten Streifen am Hals. Die Läuse waren aber sofort verschwunden.

## Wirtschaft und Infrastruktur

### Wirtschaft

#### Weinbau
Nordheim wurde in der Vergangenheit immer vom Weinbau geprägt. Noch heute bildet er den Haupterwerb vieler Einwohner. Die Rebenfläche um das Dorf war vor der Gemeindegebietsreform die größte im gesamten Weinanbaugebiet Franken und liegt heute, nach Volkach, dessen Werte durch mehrere Eingemeindungen verzerrt werden, mit 319 ha Anbaufläche (2017) immer noch an zweiter Stelle. Die vielen Weinlagen um das Dorf wurden 1971 zu den beiden Einzellagen Kreuzberg und Vögelein zusammengefasst.
Historisch war Nordheim wegen seines Weinbaus lange Zeit der wichtigste Ort im Einflussbereich der Abtei Münsterschwarzach. Sie führte 1509 die sogenannte Nordheimer Weinordnung ein, die regelte, welches Verhalten im Weinberg angemessen sei. Die Mönche nutzten den Nordheimer Wein für die Liturgie, als Almosen für die Armen, zur Bezahlung von Pfarrern und exportierten ihn in andere Gebiete. Der Wein für den Verkauf musste besonders gut lagerfähig sein, weshalb man früh ein ausgeklügeltes Vorratsystem etablierte. Unterhalb des repräsentativen Zehnthofes wurde Stück für Stück der größte Weinkeller der Abtei errichtet. Hier standen zeitweise 24 Fässer.
Die Weinbauern waren stark vom Klima abhängig, sodass das Dorf zeitweise sehr reich war oder unter großer Armut litt. Das besondere Kleinklima am Kreuzberg brachte aber auch in kühleren Jahren einen guten Ertrag. Nach sehr guten Weinjahren im 18. Jahrhundert kam es nach der Auflösung des Klosters 1803 jedoch zu einem Zusammenbruch der frühneuzeitlichen Weinwirtschaft. Das Kloster fiel als Absatzmarkt weg, gleichzeitig trat das billigere Bier seinen Siegeszug an der Mainschleife an.
Wurden 1830 noch 118 ha angebaut, bestanden 1887 nur noch 80 ha um das Dorf. Zunächst versuchte man durch gesetzliche Maßnahmen den Obstbau zu fördern, die Einwohner lehnten diese Umnutzung der Fluren allerdings ab. Erst nach dem Zweiten Weltkrieg erholte sich die Nordheimer Weinwirtschaft wieder, auch weil man den (Kultur-)Tourismus nun förderte. Im Jahr 1976 lagen 350 ha Rebfläche um Nordheim; zugunsten der Qualität begann man in den darauffolgenden Jahren die Flächen zu verringern.
Noch in den 1980er Jahren bestanden im Ort über 200 Weinbaubetriebe. Im Jahr 2010 existierten lediglich noch 86 solcher Weingüter. Der Großteil der Nordheimer Winzer betreibt auch heute noch den Weinbau in Eigenregie, allerdings gründete sich im Jahr 1951 die Winzergenossenschaft Nordheim, um die damals darbenden Winzer zu unterstützen. Sie fusionierte im Jahr 2012 zur DIVINO Nordheim-Thüngersheim. Die Weine der Genossenschaft sind mehrfach ausgezeichnet worden. Ein weiterer preisgekrönter Betrieb ist das VDP-Weingut Glaser-Himmelstoss. Im Jahr 2018 erhielt das Weingut Manfred Braun den bayerischen Staatsehrenpreis.
| Weinlage  | Größe 1993 | Größe 2004 | Größe 2018 | Himmelsrichtung    | Hangneigung | Hauptrebsorten                  | Großlage            |
| --------- | ---------- | ---------- | ---------- | ------------------ | ----------- | ------------------------------- | ------------------- |
| Kreuzberg | 130 ha     | 170 ha     | 91 ha      | Norden, Nordwesten | 5–25 %      | unklar                          | Volkacher Kirchberg |
| Vögelein  | 240 ha     | 250 ha     | 230 ha     | Westen, Südwesten  | 5–20 %      | Müller-Thurgau, Silvaner, u. a. | Volkacher Kirchberg |

#### Weitere Wirtschaftszweige
| Jahr | Übernachtungen |
| 2011 | 14.032         |
| 2013 | 12.205         |
| 2015 | 15.475         |
| 2016 | 16.409         |

Der Tourismus bildet heute den zweiten wichtigen Wirtschaftszweig für die einheimische Bevölkerung. Er wurde seit den 1950er Jahren forciert und die touristische Infrastruktur immer weiter ausgebaut. Anziehungspunkte sind heute die Kulturlandschaft an der Mainschleife, der vom Schiffsverkehr abgeschnittene Altmain mit der Fähre und die jahrhundertealte Weinkultur mit Verköstigungen, Weinproben, Heckenwirtschaften und Weinfesten.
In Nordheim bestehen sechs Beherbergungsbetriebe, was für die Größe des Ortes viel ist. Der Ort bildet den Ausgangspunkt für viele Wochenendgäste, sodass die durchschnittliche Aufenthaltsdauer etwa zwei Tage beträgt. Alle statistischen Angaben zu Gästezahlen und Übernachtungen weisen in den letzten Jahren nach oben. Der Großteil der Nordheimer Gäste reist aus dem Inland an. Der Ort ist Teil der Tourismusregion Volkacher Mainschleife und des Fränkischen Weinlandes.
Neben Weinbau und Tourismus bestehen nur wenige, weitere Wirtschaftszweige im Ort. Dienstleistungen und Einzelhandel sind überwiegend im nahegelegenen Mittelzentrum Volkach zu finden. Bis zum Jahr 2018 hatte mit der Raiffeisenbank Fränkisches Weinland eG eine Bank ihren Sitz in Nordheim am Main, die Filialen in Nordheim, Sommerach und Escherndorf betrieb. Sie fusionierte mit der Raiffeisenbank Volkach-Wiesentheid zur Raiffeisenbank Volkacher Mainschleife – Wiesentheid.

### Verkehr
Nordheim ist verkehrstechnisch eher unbedeutend. Bereits in der Vergangenheit verliefen keine wichtigen Straßen durch den Ort. Allerdings tangierte die mittelalterliche Fernstraße, die von Kitzingen kommend in Richtung Volkach-Schweinfurt führte Nordheim südlich des Altortes. Die Verkehrssituation ist auch heute noch im Ortsbild deutlich. Die Hauptstraße, ehemals Marktstraße, ist platzartig gestaltet, endet allerdings in einer Sackgasse.

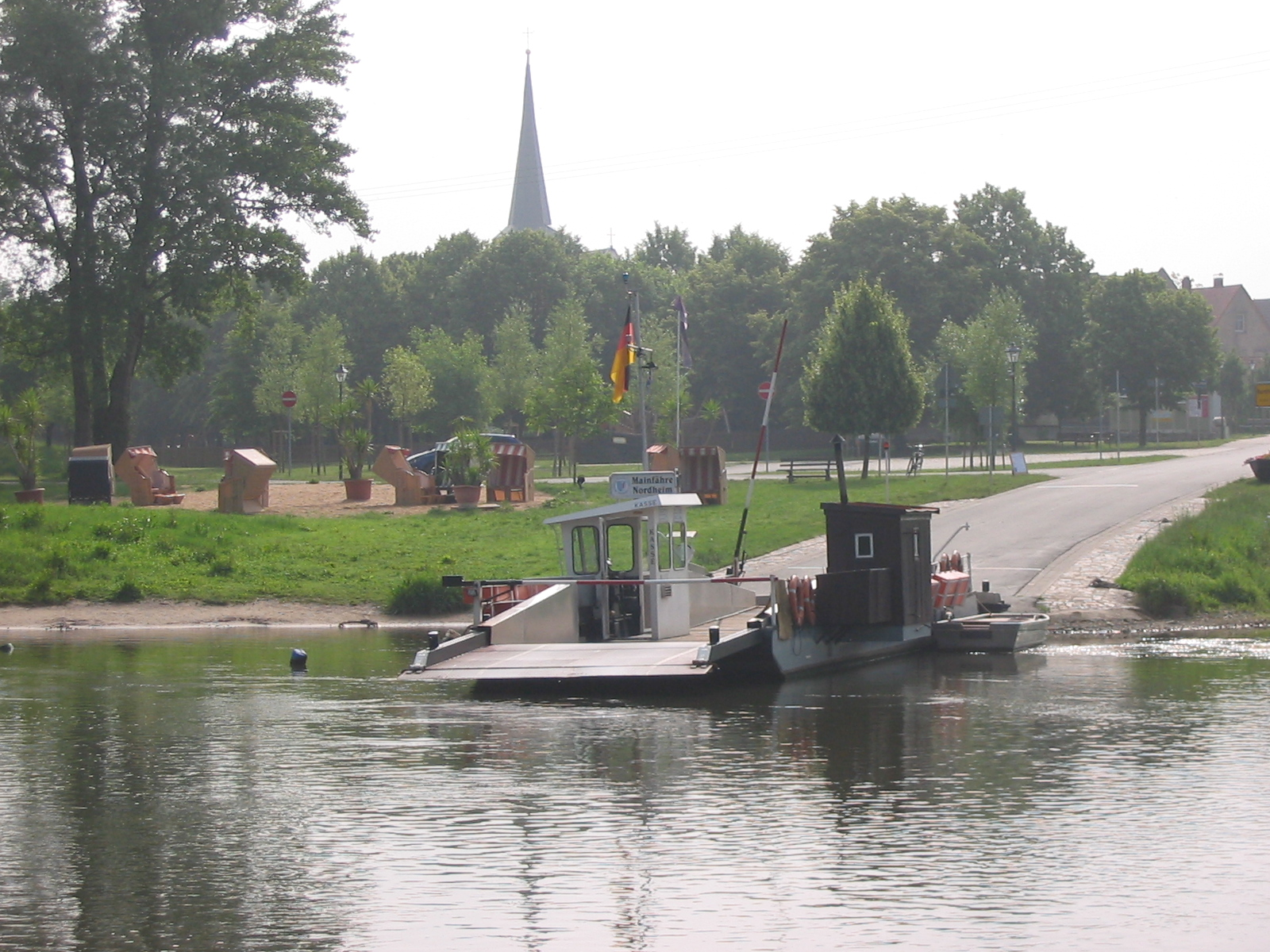
Die Mainfähre in Escherndorf

Elementar für die Entwicklung des Dorfes ist die Mainfähre, die noch heute zwischen Nordheim und dem gegenüberliegenden Escherndorf verkehrt. Auf der Escherndorfer Seite endete eine Altstraße, die Würzburg und den Königshof Prosselsheim mit der Mainschleife verband. Das Fährrecht lag traditionell bei der Nordheimer Dorfherrschaft. Schnell musste die Überfahrt reglementiert werden, was durch die vom Kloster Münsterschwarzach initiierte Fahrordnung von 1575 erfolgte.
Die wirtschaftliche Bedeutung der Fähre wurde im 18. Jahrhundert deutlich, weil damals etwa 70 % des Gemeindeetats für den Unterhalt der Fähre aufgewendet wurde. Nichtsdestotrotz war die Nordheimer Fähre die unbedeutendste Anlage der Umgebung nach Fahr-Kaltenhausen und Astheim-Volkach. Im Jahr 1919 errichtete man eine Hochseilfähre, um die Überfahrten zu beschleunigen. Der Bau des Mainkanals in den 1950er Jahren verhinderte den Niedergang der Fähre Nordheim, weil die Anlage kein Hindernis für die Großschifffahrt darstellte. Dennoch diskutierte man in den 1980er Jahren die Errichtung einer Brücke. Heute wird die Fähre überwiegend touristisch genutzt.
Auf der Straße ist Nordheim lediglich über die Kreisstraße KT 29 zu erreichen. Sie zweigt südlich von Volkach von der Staatsstraße 2271 ab, überquert den Mainkanal und folgt dem Mainverlauf bis Nordheim. Im Ort wird sie als Raiffeisenstraße weitergeführt. Am westlichen Ortsrand mündet sie in die Sommeracher Straße, die zusammen mit der Zehnthofstraße die Verbindung zur Mainfähre aus nördlicher Richtung bildet. Wieder folgt die Straße dem Verlauf des Flusses in Richtung Sommerach. Historisch bedeutsam ist außerdem der Hallburger Weg, heute ein Weinbergsweg. Der Kreuzberg wird von vielen, nur inoffiziell benannten, landwirtschaftlichen Wegen durchzogen.
Mit dem Bus erreicht man Nordheim lediglich von Würzburg und Kitzingen. Die OVF-Linien 8108 Würzburg-Dettelbach-Bhf-Nordheim und 8110 Kitzingen-Dettelbach/Schwarzach-Nordheim fahren die Weininsel an und enden in der Nordheimer Ortsmitte. Daneben fährt das touristische Mainschleifenshuttle mit seiner Linie 105 in den Sommermonaten die Gemeinde an. Ein Bürgerbus wurde eingerichtet, der regelmäßig in Richtung Volkach verkehrt.

### Bildung
Nordheim besaß wohl bereits in der Frühen Neuzeit ein eigenes Schulhaus im Ort. Der Standort dieser Schule ist allerdings unbekannt. Der Schulmeister war ein angesehener Bürger der Gemeinde und musste neben dem Unterricht auch wichtige Ämter in der Gemeinde übernehmen. Wahrscheinlich verlegte man die Schule im Laufe ihres Bestehens innerhalb des Dorfes in verschiedene Gebäude. Erst in den 1960er Jahren wurden diese Konfessionsschulen aufgelöst und in Verbandsschulen umgewandelt.
Nordheim schloss sich mit Sommerach und Dimbach zu einem Verband zusammen. Der Sitz des neuen Schulhauses wurde in Sommerach gefunden. Noch heute gehört Nordheim zum Grundschulsprengel Sommerach. In Nordheim selbst besteht heute nur noch ein katholischer Kindergarten in der Kindergartenstraße 5. Zu Beginn des 20. Jahrhunderts war der Kindergarten zeitweise in den Räumlichkeiten des historischen Zehnthofes untergebracht. Außerschulische Bildung wird von der Volkshochschule Volkach geleistet. In der Volksschule Volkach (bestehend aus Grund- und Mittelschule) kann der Hauptschulabschluss und über den M-Zweig die Mittlere Reife erworben werden.
Die höhere Schulbildung erfolgt ebenfalls in Volkach. Hier ist eine Mädchenrealschule beheimatet. Zusätzlich befindet sich im Volkacher Ortsteil Gaibach mit dem Franken-Landschulheim Schloss Gaibach ein Gymnasium mit Realschule und Internat. Das Steigerwald-Landschulheim in Wiesentheid liegt ebenso in der Nähe Nordheims. Außerdem können die Schüler und Schülerinnen das private Klostergymnasium in Münsterschwarzach besuchen.

### Vereine und Verbände
In Nordheim am Main existieren über zehn eingetragene Vereine. Bereits im 19. Jahrhundert gründete sich die Freiwillige Feuerwehr Nordheim am Main, die heute von einem Feuerwehrverein getragen wird. Das Feuerwehrhaus ist heute in der Mainstraße 38 im nördlichen Teil des Altortes zu finden. Die Nordheimer Feuerwehr ist mit einem Löschgruppenfahrzeug (LF10), einer Anhängeleiter (AL 18), einem Feuerwehranhänger (FwA-SA300) und einem Notstromaggregatanhänger (FwA-NotStr25KVA) ausgestattet. Amtierender Kommandant ist Marcus Wachler.
Daneben unterhält das Bayerische Rote Kreuz in Nordheim eine Bereitschaft. Als Ortsgruppe ist der Bayerische Bauernverband organisiert, der in Nordheim überwiegend Winzer vertritt. Weibliche Mitglieder sind im Landfrauenbund organisiert. Außerdem haben sich die Weingüter im Nordheimer Weinbauverein zusammengeschlossen. Wichtig für den Tourismus ist die Festgemeinschaft Kulinarisches Weinfest, sie organisiert die Festivität. Zusätzlich existiert die Gemeinschaft der Heckenwirtschaften als Interessenvertretung.
Zwei Chöre gibt es in Nordheim, den Männergesangsverein und den gemischten Chor „Cäcilia“. Ein Karnevalsverein mit dem Namen „Weingenießerclub“ wurde in jüngerer Zeit ebenso gegründet und organisiert Galas während der Faschingszeit. Daneben ist die Organisation des Skate'n'Rock-Festivals einem Verein überlassen. Einziger Sportverein im Dorf ist der TSV Nordheim. Er wurde 1925 gegründet und unterhält heute eine Fußball-, eine Korbballmannschaft und weitere Sparten. Ein Sportheim steht im Norden des Dorfes.

## Persönlichkeiten

### Söhne und Töchter des Ortes
Die Gemeinde Nordheim brachte in der Vergangenheit mehrere Persönlichkeiten hervor, die auch außerhalb der Ortsgrenzen einige Bekanntheit erlangten. Nordheim war im Spätmittelalter Stammsitz eines Rittergeschlechters, das sich nach dem Ort benannte (Nordheim (Adelsgeschlecht)). Ihre Vertreter taten sich als Dienstmannen der Grafen zu Castell und der Würzburger Fürstbischöfe hervor. Bekannteste Persönlichkeit der Renaissance ist der Abt Johannes III. Büttner († 1540). Er wurde als Sohn eines Küffers in Nordheim geboren und nach einem Studium in Erfurt wichtiger Teil des vom Deutschen Bauernkrieg verwüsteten Klosters Münsterschwarzach. Nach seiner Wahl zum Abt 1535 begann er die Erneuerung der Baulichkeiten zu forcieren. Allerdings starb Büttner bereits 1540.
Johann Glock (1592–1661) wurde in Nordheim am Main geboren. Er war wohl als Schriftsteller tätig und wirkte vor allem in der Reichsstadt Schweinfurt. Nach seinem Studium in Jena und Bourges stieg er hier über Stationen im Rat der Stadt in den 1630er Jahren auf. Schließlich wählte man ihn 1635 zum Bürgermeister Schweinfurts. Glock wurde 1656 sogar von Kaiser Ferdinand III. zum Reichsvogt erwählt und war damit oberster Hüter der Gesetze in der freien Stadt.

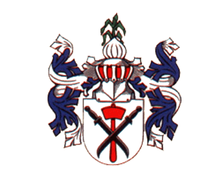
Das Wappen der Familie Knoblach

Nordheim besaß, anders als mehrere Orte in der Umgebung keinen eigenen Ortsadel. Die Erlaubnis ein eigenes Wappen zu tragen erhielt lediglich die Familie Knoblach, die durch den Weinhandel zu einigem Reichtum gekommen sind. Bereits im 16. Jahrhundert ist die Familie nachgewiesen, sie stellte einige Zeit die Wirte des Gasthofes „Zur Sonne“. Die Familie prägte das Ortsbild durch einige Stiftungen, unter anderem gehen die Nordheimer Madonna und die Mariensäule auf dem Marktplatz auf die Knoblachs zurück. Noch heute sind Vertreter der Familie in Nordheim ansässig. Besonders verdient um das Dorf machten sich zwei Familienmitglieder aus dem 17. Jahrhundert:
- Johann Sebastian Knoblach (1670–????), Winzer und Stifter, auf ihn geht die Ölberggruppe am Friedhof zurück
- Johann Martin Knoblach (1675–1746), Winzer und Stifter, er stiftete einen Bildstock[75]

Im 18. Jahrhundert entstammte dem Dorf ein bekannter Musiker im Hochstift Würzburg. Georg Plazidus Detsch (auch Placidus, 1753–1828) stieg zum Domorganisten in Würzburg auf. Daneben ist er zu Beginn des 19. Jahrhunderts als Musiklehrer am Schullehrer-Seminar in der Metropole des Hochstifts nachgewiesen, unter anderem lernte der Komponist Georg Weber bei ihm. Detsch komponierte auch selbst. Nach seinem Tod im Jahr 1828 kam es wohl zu Streitigkeiten um sein Erbe. Ein Nordheimer war ebenfalls der Bildhauer Johann Michael Gutmann. 1821 wurde in Nordheim der Brauer Theodor Stauder geboren, er starb 1882 in Essen. Im gleichen Jahr wurde auch der Lehrer und Schriftsteller Emanuel Hecht geboren, der sich vor allem mit Schulwerken für die israelitischen Bekenntnisschulen hervortat.
Mit dem Wiederaufstieg des Weinbaus in der zweiten Hälfte des 20. Jahrhunderts entstammten Nordheim mehrere, sogenannte Weinhoheiten, die zur Fränkischen Weinkönigin aufstiegen. Nordheim brachte insgesamt sechs Frauen hervor, die diesen Titel trugen. Damit ist die Weinbaugemeinde, zusammen mit Obereisenheim, die Gemeinde, welche die zweitmeisten Hoheiten hervorbrachte (nach Volkach).
- Christa Navratil, Fränkische Weinkönigin 1966/1967
- Monika Kirch, Fränkische Weinkönigin 1985/1986
- Petra Christ, Fränkische Weinkönigin 1987/1988
- Christin Ungemach, Fränkische Weinkönigin 2014/2015
- Christina Schneider, Fränkische Weinkönigin 2016/2017 (auch Deutsche Weinprinzessin)
- Antonia Kraiß, Fränkische Weinkönigin 2025/2026

### Mit Nordheim verbunden
Die engen Verbindungen des Dorfes zum Münsterschwarzacher Kloster führten dazu, dass einige einflussreiche Klostergeistliche im Ort wirkten. So war der spätere Abt des Klosters Silvanus Speht (1611–1646) zwischen 1639 und 1641 Pfarrer in Nordheim und Sommerach und gestaltete das Gemeindeleben in den beiden Dörfern während des Dreißigjährigen Krieges. Nach dem Ausbruch seiner Hypochondrie war Abt Benedikt II. Weidenbusch (1632–1672) häufig zu Gast im Nordheimer Zehnthof. Hier starb er auch am 15. August 1672 an einer Erkältung.
Im 18. Jahrhundert förderte die Abtei einige junge Künstler, um die Klosterdörfer mit barockem Schmuck zu verzieren. Abt Christophorus Balbus suchte damals einen Künstler für die Ausgestaltung der barocken Klosterkirche von Balthasar Neumann. Der Maler Andreas Dahlweiner (1734–1758/1759) aus Weißenhorn schuf zunächst einige Werke in den Klosterdörfern. Sein Hauptwerk wurde die Ausmalung der Nordheimer Zehnthofkapelle.
Als Bürgermeister und Landtagsabgeordneter prägte Valentin Sauer (vor 1869–nach 1875) in der zweiten Hälfte des 19. Jahrhunderts das gesellschaftliche Leben im Dorf. Mit Ignaz Bunzelt (genannt Naz, 1930–2010) lebte im 20. Jahrhundert ein Preisträger des Frankenwürfels im Dorf. Der gelernte Winzer aus Unterdürrbach erhielt die Auszeichnung 1986, weil er als Mitglied des Gemeinderates und vielfach in den örtlichen Vereinen Engagierter die typischen, „fränkischen“ Eigenschaften aufwies.